# Personaggi di Inazuma Eleven GO Chrono Stones
Qui di seguito sono indicati i personaggi di Inazuma Eleven GO Chrono Stones, videogioco della serie di Inazuma Eleven, e dell'anime da esso tratto, anch'esso intitolato Inazuma Eleven GO Chrono Stones. I personaggi compaiono anche nel manga Inazuma Eleven GO dal terzo volume. Alcuni dei personaggi provengono dalle serie precedenti.

## Raimon
Nome originale - Raimon (雷門?)
La Raimon, inizialmente, avrà come compito quello di viaggiare nel tempo per salvare il calcio dalla Protocollo Omega.
Tattiche micidiali:
- Riflettore 3D (3D Reflector, 3D・リフレクター?, Surī dī rifurekutā):

I giocatori si passano la palla per il campo in maniera rapida e precisa attraverso tutte e tre le dimensioni spaziali, per passarla infine ad un giocatore in posizione favorevole per segnare.
- Formazione a Guscio (Kimon Tonkō no Jin, 奇門遁甲の陣? lett. "Formazione del Qi Men Dun Jia"):

Tattica inventata da Sol Daystar. Tutti i giocatori della Raimon ruotano attorno all'avversario creando cerchi concentrici viola che gli impediscono di centrare la porta, mandando quindi la palla fuori dalla portata dello specchio della porta. Il Qi Men Dun Jia (in giapponese "Kimon Tonkō") è una forma di divinazione cinese basata su una ruota dall'aspetto simile a quello dei cerchi che si formano.
- Virtuoso (Kami no Takuto, 神のタクト? lett. "Bacchetta di Dio"):

Riccardo, proprio come un direttore d'orchestra, dirige la squadra muovendo le mani, da cui partono dei raggi di luce che "comunicano" ai vari giocatori cosa fare. È usata anche nell'El Dorado Team 2, e in Inazuma Eleven GO Galaxy sarà la tattica dell'Inazuma Japan.

### Giocatori già appartenenti alla Raimon
Giocatori non condizionati dalla El Dorado:
Jean-Pierre "J.P." Lapin, difensore col numero 5 e portiere col numero 20
Arion Sherwind, centrocampista e capitano, numero 8
Riccardo Di Rigo, centrocampista, numero 9
Victor Blade, attaccante, numero 10
Ryoma Nishiki, centrocampista, numero 14
Giocatori che hanno abbandonato la squadra per poco tempo (dall'episodio 6 all'episodio 17) perché condizionati dal controllo mentale di Beta:
Samguk Han, portiere, numero 1
Subaru Honda, difensore, numero 2
Gabriel "Gabi" Garcia, difensore, numero 3
Wanli "Wan-Chang" ChangCheng, difensore, numero 4
Adé Kébé, centrocampista e all'occorrenza difensore, numero 6
Eugene Peabody, centrocampista e all'occorrenza difensore, numero 7
Shunsuke Aoyama, centrocampista, numero 12
Hugues Baudet, centrocampista, numero 13
Aitor Cazador, difensore, numero 15
Lucian Dark, attaccante, numero 16
Michael Ballzack, attaccante, numero 17

### Fei Rune
Fei Rune (フェイ・ルーン?, Fei Rūn), centrocampista-attaccante, numero 11

Doppiato da Akiko Kimura doppiato in italiano da Federico Viola

Un ragazzo proveniente dal futuro per salvare il calcio da un'organizzazione conosciuta come El Dorado. I suoi capelli verde acqua ricordano molto le orecchie di un coniglio. Può evocare dei giocatori chiamati Doppioni (Dupli, デュプリ?, Dyupuri). Nell'episodio 41 i pensieri di Fei vengono manipolati da Simeon per farlo schierare dalla sua parte; infatti Fei in passato era stato nei Ragazzi Ultraevoluti e nel New Gen, e Simeon gli aveva cancellato temporaneamente i ricordi, perché andasse nell'era di Arion e si fingesse suo amico, quindi sembrerebbe essere una spia. Dopo il suo "ritorno" al New Gen, si unisce alla Team Gahr per poi affrontare l'El Dorado Team 3 capitanato da Arion; ritorna poi alla Raimon nell'episodio 47. Nell'episodio 50 ritorna nella sua epoca. Nel gioco e nel film Gekijōban Inazuma Eleven GO vs Danball senki W si unisce alla Shinsei Inazuma Japan. Nella versione italiana dell'anime è stato mantenuto il suo nome originale. Usa:
- Spirito Guerriero: Robin, Signore della Velocità (Kōsoku Tōshi Robin, 光速闘士ロビン? lett. "Combattente della Velocità della Luce Robin"):

Spirito Guerriero apparso per la prima volta nell'episodio 34. Fei materializza un coniglio antropomorfo con una tuta bianca e nera, con al collo una lunga sciarpa anch'essa bianca e nera e lunghi capelli verdi. Fei sviluppa con esso l'Armatura. Fei è il primo personaggio nella serie ad usare il Mixi Max combinato con l'Armatura del suo Spirito Guerriero.
- Febbre della Luna Piena (Mangetsu Rush, 満月ラッシュ?, Mangetsu Rasshu, lett. "Corsa della Luna Piena"):

Tecnica con Spirito Guerriero: Fei salta, lui e lo Spirito Guerriero colpiscono la palla ripetutamente avvolgendola in una Luna blu, e lo Spirito Guerriero la spedisce in porta. Nell'anime la tecnica è apparsa per la prima volta nell'episodio 41, nella partita contro il team Zan.
- Tiro Rimbalzante (Bouncer Rabbit, バウンサーラビット?, Baunsā rabitto):

Dopo una serie di capriole, Fei esegue una rovesciata e la palla prosegue verso la porta rimbalzando. Da notare la luna durante il tiro, chiaro riferimento al coniglio lunare. La tecnica appare per la prima volta nel primo episodio della serie e non è molto potente; quando però Fei passa alla Team Gahr nell'episodio 44, il tiro viene potenziato.
- Super Tiro Rimbalzante (Extreme Rabbit, エクストリームラビット?, Ekusutorīmu rabitto):

Tecnica comparsa per la prima volta nell'episodio 34 e usata in combinazione con Arion. È una versione potenziata del Tiro Rimbalzante con la differenza che Arion aiuta Fei a dare più potenza al pallone e quest'ultimo si divide in tre sfere mentre rimbalza verso la porta.
- Guizzi Aerei (Sky Walk, スカイウォーク?, Sukai wōku):

Fei esegue balzi molto alti, mantenendo costantemente il possesso del pallone, e così dribbla l'avversario. Fei la usa solo nel gioco.
- Mixi Max:

Fei possiede ben due Mixi Max. La prima si ha fondendo la sua aura con quella di un tirannosauro di nome Tiranno. I suoi capelli diventano più lunghi e di colore rosa con una coda e in alto a forma di corna, gli occhi diventano di colore rosso e il colore della pelle più scuro. Con questa fusione ha sviluppato la tecnica Fauci Giurassiche. La seconda si ha nell'episodio 34, fondendo la sua aura con quella di Big, un dinosauro di colore blu scuro che nonostante il nome è ancora un cucciolo. Con questo Mixi Max il suo aspetto è simile a quello del primo Mixi Max con la differenza che il colore dei suoi occhi e capelli è blu scuro e il colore della sua pelle è molto più scuro. Con questa fusione ha sviluppato la tecnica Zanne Aguzze.
- Fauci Giurassiche (Kodai no Kiba, 古代の牙?, lett. "Zanna dell'antichità"):

Tecnica usata con l'aura di Tiranno. Dopo aver fatto una capriola a mezz'aria, Fei tira in porta con potenza. Da notare la "dentatura" che insegue la palla dopo il tiro.
- Zanne Aguzze (Ōja no Kiba, 王者の牙? lett. "Zanna del Re"):

Tecnica usata con l'aura di Big nell'episodio 34. Si tratta di una versione potenziata delle Fauci Giurassiche. Questa volta la palla ha dodici denti azzurri e, invece di Tiranno, c'è Boss. Nella partita contro la Lagoon, nell'episodio 49, Fei evolve la tecnica nelle Zanne Aguzze Potenziate (Ōja no Kiba Kai).
- Assalto della Squadra Invincibile (Saikyō Eleven Hadō, 最強イレブン波動?, Saikyō irebun hadō, lett. "Impeto degli Undici più Forti"):

Usata anche da Arion, Fei la usa solo nell'anime, con l'aura di Big. La tecnica appare per la prima volta nell'episodio 50, nel quale è usata prima da Arion e poi da Fei. Fei ottiene energia da tutta la squadra e la incanala nel pallone, quindi lo tira creando una grande sfera lucente.

### Goldie Lemmon
Goldie Lemmon, nome originale Kinako Nanobana (菜花 黄名子?, Nanobana Kinako), difensore, numero 78

Doppiata da in giapponese Aoi Yūki e in italiano da Serena Clerici

La prima ragazza che entra a far parte della nuova Raimon. Appare per la prima volta nell'episodio 18 e sarà l'attaccante di punta della squadra, con il numero 10, a causa di un paradosso temporale. Nonostante dica di essere un attaccante, gioca da difensore nell'episodio 20 contro la Protocollo Omega 3.0 e anche nelle successive partite. Nella sua linea temporale indossa la maglia numero 10, ma siccome la indossava già Victor Blade, ha optato per la maglia numero 78. Ha dei lunghi capelli marroni tenuti da una fascia arancione. Ha una personalità solare e allegra anche se spesso esuberante. Si rivela poi essere la madre di Fey nell'episodio 46, alla fine della partita tra El Dorado Team 3 e Team Gar; questo spiega perché ella lo trattava con un affetto quasi materno. Nell'episodio 50 ritorna nella sua epoca. Nel gioco Inazuma Eleven GO: Chrono Stones e nel film Gekijōban Inazuma Eleven GO vs Danball senki W si unisce alla Shinsei Inazuma Japan. La parola ki (黄?) significa "giallo". Usa:
- Spirito Guerriero: Amaterasu, Guerriera dell'Aurora (Akatsuki no Miko Amaterasu, 暁ノ巫女アマテラス? lett. "Sacerdotessa dell'Alba Amaterasu"):

Spirito Guerriero apparso per la prima volta nell'episodio 33. Goldie, dopo una giravolta, materializza una guerriera simile a Sagittario, con lunghi capelli neri con una coda e una corona con un corno in testa, che indossa un'armatura rossa e utilizza un arco. La parte inferiore del corpo è quella di un cavallo bianco con zoccoli rossi. Goldie, nella partita contro Zan, sviluppa con essa l'Armatura. Una miko è una sacerdotessa dei templi shintoisti; Amaterasu è la dea del Sole nella religione shintoista.
- Freccia Abbagliante (Kōrin no Ya, 光輪の矢? lett. "Freccia dell'Aureola"):

Tecnica con Spirito Guerriero: Amaterasu, Guerriera dell'Aurora genera e lancia una freccia, colpendo l'avversario; Goldie gli ruba la palla. La tecnica viene usata per la prima volta nell'episodio 33.
- Impasto di Goldie (Mochi Mochi Kinako Mochi, もちもち黄粉餅?):

Tecnica difensiva usata da Goldie nell'episodio 23, è la sua prima tecnica. La ragazza evoca una scia di una sostanza gommosa che blocca il pallone per poi farlo riapparire sulla sua testa sulla suddetta sostanza gommosa. Il nome originale è un gioco di parole: le prime due volte mochi (もち?) è scritto in hiragana e si riferisce ai dolci chiamati mochi ma può voler dire anche "di sicuro"; kinako (黄粉?) si riferisce al nome della ragazza, ma è scritto diversamente, con gli ideogrammi che significano "farina di soia"; l'ultimo mochi (餅?) è scritto invece con l'ideogramma che indica proprio il dolce: una possibile traduzione è "sicuramente mochi di farina di soia".
- Tiro Impastato (Yakimochi Screw, やきもちスクリュー?, Yakimochi sukuryū):

Goldie lancia in aria una sostanza gommosa e poi salta in avvitamento, quindi tira con il piede avvolto dalle fiamme e la palla, avvolta dalle fiamme, colpisce la sostanza gommosa facendola esplodere; la palla, avvolta da un vortice di fuoco a spirale, si dirige in porta. Lo yakimochi è il mochi bollito o grigliato. La tecnica viene usata per la prima volta nell'episodio 38. Nell'anime questa tecnica viene usata da Goldie solo con il Miximax, mentre nel gioco può utilizzarla anche senza.
- Fire Tornado Triple Crusher (ファイアトルネードTC（トリプルクラッシャー）?, Faia torunēdo toripuru kurasshā):

Tecnica comparsa solo nel gioco e nel film Gekijōban Inazuma Eleven GO vs Danball senki W. Usata in combinazione con Arion e Victor, è un'evoluzione del Tornado di Fuoco Doppia Direzione. Arion e Victor saltano come nel Tornado di Fuoco Doppia Direzione e vengono avvolti da turbine di fuoco; Goldie salta ruotando intorno alla palla, illuminandola e spedendola fra Arion e Victor; infine, i tre la colpiscono contemporaneamente, Arion col piede sinistro, Victor col piede destro e Goldie con le suole dei piedi, quindi la palla schizza in porta con immane potenza e violenza.
- Mixi Max:

Goldie fonde la sua aura con quella della Regina dei Draghi nell'episodio 38. I suoi capelli diventano biondo chiaro, gli occhi azzurri e la fascia che tiene i capelli grigia. Con questa fusione ha sviluppato la tecnica Illusione Abbagliante.
- Illusione Abbagliante (Kirakira Illusion, きらきらイリュージョン?, Kirakira iryūjon):

Tecnica usata con l'aura della Regina dei Draghi, apparsa nell'episodio 38. Goldie evoca la Regina dei Draghi e scatena dei fuochi d'artificio che sbalzano via l'avversario, quindi gli ruba la palla. "Kirakira" (きらきら?) è un'onomatopea che indica il luccichio.

### Sor
Sor, nome originale Torb (トーブ?, Tōbu), difensore, numero 21

Doppiato in giapponese da Yukiji e in italiano da Stefano Brusa

Un ragazzo che vive nel Giurassico, ha i capelli color verde scuro, occhi neri e un teschio di dinosauro sulla testa, è di carnagione scura e gli manca un dente. Quando Riccardo gli chiede perché vive in quell'epoca in cui non dovrebbero esistere esseri umani, afferma che è nato da un uovo di Papà, un quetzalcoatlo, che definisce suo "padre" (per questo lo chiama "Papà", in giapponese "Tōchan"). Si scopre poi che è originario della stessa epoca di Fey Rune, duecento anni nel futuro, ma fu mandato per sbaglio nel Giurassico da parte della El Dorado: dato che la sua macchina del tempo finì tra le uova di Papà, quest'ultimo lo scambiò per suo figlio. Ha imparato il giapponese tramite un programma educativo all'interno della capsula. Accompagnerà la Raimon anche nel viaggio nell'epoca di Re Artù e nel futuro. Tende a pronunciare male i nomi delle persone. Nell'episodio 50 ritorna nella sua epoca. Usa:
- Spirito Guerriero: Jaguar, Guerriero Preistorico (Taiko no Senshi Jaggerwock, 太古の戦士ジャガウォック?, Taiko no Senshi Jagawokku, lett. "Guerriero dell'Antichità Jaggerwock"):

È un leopardo vestito come un guerriero azteco con una lunga criniera arancione, una lancia e un teschio con piume sulla spalla sinistra. Appare per la prima volta nell'episodio 32, durante la sfida con la Squadra Perfetta. Sor, nella partita contro Team Gar, sviluppa con esso l'Armatura.
- Lancia del Cacciatore (Hunting Lance, ハンティングランス?, Hantingu ransu):

Tecnica con Spirito Guerriero: Jaguar, Guerriero Preistorico scaglia in alto la sua lancia, che atterra vicino all'avversario facendolo sbalzare via, e Sor ruba la palla. La tecnica viene usata per la prima volta nell'episodio 33.
- Mixi Max:

Sor fonde la sua aura con quella di Papà nell'episodio 34. I suoi capelli diventano rossi e più lunghi, gli occhi gialli, il teschio sulla sua testa diventa anch'esso giallo, il colore della sua pelle diventa chiaro e i denti appuntiti. Con questa fusione ha sviluppato la tecnica Carica Preistorica.
- Carica Preistorica (Kodai no Tsubasa, 古代の翼? lett. "Ali dell'Antichità"):

Usata con l'aura di Papà solo nel gioco. Papà sbatte le ali generando tre turbini di vento, con Sor all'interno di uno di essi, che travolgono l'avversario, e ruba la palla.

### Zanark Avalonic
Zanark Avalonic (ザナーク・アバロニク?, Zanāku Abaroniku), attaccante e capitano della Zanark Domain e del Team Zan col numero 10, poi attaccante dell'El Dorado Team 2, dell'El Dorado Team 3 e della Chrono Storm col numero 99

Doppiato in giapponese da Katsuyuki Konishi e in italiano da Alessandro Rigotti

Ha i capelli verde scuro legati in sei trecce sferiche, gli occhi rossi e la pelle scura. È un pericoloso bandito del futuro che è riuscito a scappare dalla polizia ed è fuggito nella Francia del XV secolo, dove s'impossessa della Protocollo Omega 3.0. Ha il misterioso potere di utilizzare un Mixi Max "naturale", in pratica senza l'utilizzo delle Pistole Mixi Max, sparando il raggio dalla bocca. Compare poi la sua squadra, la Zanark Domain (ザナーク・ドメイン?, Zanāku Domein) e fonderà successivamente una nuova squadra, la Zan (ザン?), che fa parte del New Gen. In seguito, grazie a David Evans, si schiera con la Raimon e la El Dorado e si unisce quindi all'El Dorado Team 2 (nell'episodio 42) e in seguito all'El Dorado Team 3 (nell'episodio 45). Entra poi nella Chrono Storm, essendo l'undicesimo giocatore leggendario. Nell'episodio 50 ritorna nella sua epoca. Ha una breve rivalità con Ryoma in quanto, dopo che questi ha liberato il suo Spirito Guerriero, decide di avere con lui uno scontro leale. Poco dopo la sua fusione con l'Uragano Z preferisce essere chiamato Zanark Ultra (Super Zanark, スーパーザナーク?, Sūpā Zanāku). Nella versione italiana è stato mantenuto il suo nome originale, ma l'ultima lettera del suo cognome è pronunciata come una "C dolce". In Inazuma Eleven GO Galaxy appare un personaggio molto simile a lui che si rivela essere un suo antenato: Zack Avalon. Usa:
- Spirito Guerriero: Zodiaco, Principe del Piano Astrale (Makaiō Zodiac, 魔界王ゾディアク?, Makaiō Zodiaku, lett. "Re degli Inferi Zodiac"):

Il vero Spirito Guerriero di Zanark. Egli evoca un demone alato color rosso-nero. Zanark sviluppa con esso l'Armatura.
- Prigione Purpurea (Red Prison, レッドプリズン?, Reddo purizun):

Tecnica con Spirito Guerriero usata solo nel gioco: Zodiaco, Principe del Piano Astrale rinchiude la palla in una gabbia rossa; dopodiché dà energia alla palla che si carica di elettricità, e Zanark tira con le suole dei piedi, spedendo la palla racchiusa nella gabbia in porta.
- Tiro Catastrofico (Disaster Break, ディザスターブレイク?, Dizasutā bureiku):

Zanark salta e spedisce la palla, che si è caricata di elettricità nera-rossa, verso la porta. Nell'episodio 41 evolve la tecnica nel Disaster Break G2, nella versione italiana chiamato anch'esso solo Tiro Catastrofico.
- Salto Esplosivo (Bungee Thrust, バンジースラスト?, Banjī surasuto):

Tecnica usata da Zanark solo nel gioco. Zanark salta con la palla sostenuta tra i piedi e inizia a girare su se stesso deformando la palla che inizia ad avvolgersi intorno a lui. Dopo aver girato per un po' si ferma e lancia la palla deformata sull'avversario, che rimane stordito. Zanark prende la palla ritornata alla sua forma normale ed evita l'avversario ancora stordito.
- Mixi Max:

Zanark possiede due Mixi Max. Il primo si ottiene fondendo la sua aura con quella di Cáo Cāo: i suoi capelli diventano bianchi e più lunghi. Con questa fusione può usare lo Spirito Guerriero Guerriero del Nord, Xuan-Wu e sviluppa nel gioco le tecniche Taglio Dimensionale e Attacco Volante. La seconda si ottiene fondendo la sua aura con quella dell'Uragano Z (Clara Jane, クララジェーン?, Kurara Jēn), un gigantesco uragano rosso con fulmini rossi, il più potente esistito nella storia. L'aura viene ottenuta poco prima della partita contro la Team Gar. I suoi capelli diventano bianchi dietro e gli occhi gialli. Con questa fusione ha sviluppato la tecnica Io Sono Invincibile.
- Spirito Guerriero: Guerriero del Nord, Xuan-Wu (Gōriki no Genbu, 剛力の玄武? lett. "Genbu della Forza Erculea"):

Spirito Guerriero che Zanark usa nella modalità Mix Max con Cáo Cāo. Zanark evoca un enorme guerriero muscoloso sulla cui schiena spuntano dei serpenti minacciosi. Questo Spirito Guerriero è un riferimento a uno dei cinque Si Ling: si tratta di Xuan-Wu (in pinyin "Xuánwǔ"), noto in Giappone come Genbu.
- Guscio di Tartaruga (Seiken Kikkouha, 正拳亀甲波? lett. "Onda del Guscio di Tartaruga del Pugno Virtuoso"):

Tecnica con Spirito Guerriero usata solo nel gioco: Guerriero del Nord, Xuan-Wu crea un guscio verde e Zanark e lo Spirito Guerriero gli danno un pugno spedendo il guscio sull'avversario e rubando la palla.
- Taglio Dimensionale (Dimension Cut, ディメンションカット?, Dimenshon katto):

Usata solo nel gioco con l'aura di Cáo Cāo. Il piede destro si riempie di energia oscura, Zanark dà un calcio nel vuoto e si apre un portale nelle vicinanze dell'avversario. Il piede di Zanark appare e ruba la palla all'avversario.
- Attacco Volante (Shinkūma, 真空魔? lett. "Demone di vuoto"):

Usata solo nel gioco con l'aura di Cáo Cāo. Zanark salta e sferza un calcio in aria, formando uno "squarcio oscuro" nell'aria che "succhia" la palla. Questa tecnica può rubare palla agli avversari o bloccare tiri.
- Io Sono Invincibile (Great Max na Ore, グレートマックスなオレ?, Gurēto makkusu na ore, lett. "Il Grande Massimo Me"):

Usata con l'aura di Uragano Z. Zanark sprigiona elettricità dalle mani e viene avvolto da vento rovente, quindi carica l'elettricità nella palla; dopodiché tira la palla, che si dirige in porta insieme al vento rovente che l'avvolge come un tornado. Nella versione originale, prima di dire il nome della tecnica, Zanark dice "Lo faccio risorgere proprio qui e ora!" e dopo aver pronunciato il nome della tecnica, Zanark urla anche la parola "Super!". La tecnica viene usata per la prima volta nell'episodio 45, durante la sfida contro la Team Gar.

### Sol Daystar
Sol Daystar, nome originale Taiyō Amemiya (雨宮 太陽?, Amemiya Taiyō), centrocampista, numero 18

Doppiato in giapponese da Takuya Eguchi e in italiano da Ruggero Andreozzi

Il capitano dell'Istituto Galattico ritorna in questa serie come membro della Raimon per aiutarla contro la El Dorado, nell'anime e nella versione Fiamma del videogioco. Nel gioco e nell'episodio 43 dell'anime sviluppa il suo Apollo, Spirito del Sole in modalità Armatura e unisce la sua aura tramite le Pistole Mixi Max con quella di Zhuge Liang. Nell'anime appare per la prima volta nell'episodio 22; nell'episodio 24, durante la partita contro la Zanark Domain, unisce la sua aura con quella di Zhuge Liang. Nel gioco Inazuma Eleven GO: Chrono Stones e nel film Gekijōban Inazuma Eleven GO vs Danball senki W si unisce alla Shinsei Inazuma Japan.

### Bailong
Bailong, nome originale Hakuryū (白竜?), attaccante, numero 19

Doppiato da Jun Fukuyama

L'ex capitano della Luce Sfavillante ha nella versione Tuono del videogioco gioca lo stesso ruolo che ha Sol nella versione Fiamma e nell'anime, unendo la sua aura con quella di Zhuge Liang. Nel gioco Inazuma Eleven GO: Chrono Stones e nel film Gekijōban Inazuma Eleven GO vs Danball senki W si unisce alla Shinsei Inazuma Japan, in cui ha il numero 7.

### Personaggi dell'era Sengoku
Sono cinque ragazzi che la Raimon trova nell'era Sengoku si uniscono alla squadra per aiutarla contro la Protocollo Omega 2.0. Nella versione italiana mantengono i nomi originali. Essi sono:
Ichimasa (市正?), difensore, numero 21

Doppiato da Jun Konno

Uno degli amici di Tasuke. Alto di statura, ha i capelli viola.
Jingo (仁悟?), difensore, numero 22

Doppiato da Ayumi Fujimura

Uno degli amici di Tasuke. È basso di statura, ha i capelli neri cespugliosi e gli occhi grandi e porta sempre la lingua fuori.
Gorōta (五郎太?), difensore, numero 23

Uno degli amici di Tasuke. Ha una corporatura grossa e i capelli neri. Usa con Tasuke e Shishimaru la tecnica:
- Fortezza Notturna (Ichiyajō, 一夜城? lett. "Castello di una sola notte"):

Tecnica di difesa usata nell'episodio 16. Tasuke, Shishimaru e Gorōta evocano un castello dell'era Sengoku che blocca il tiro o l'avversario.
Shishimaru (獅子丸?), difensore, numero 24

Doppiato in giapponese da Mina e in italiano da Andrea Rotolo

Uno degli amici di Tasuke. Ha i capelli bianchi e le occhiaie. Usa la tecnica Fortezza Notturna (Ichiyajō, 一夜城? lett. "Castello di una sola notte") con Tasuke e Gorōta.
Tasuke (太助?), difensore, numero 25

Doppiato da Fumiko Orikasa

Un ragazzo che vive nell'epoca Sengoku. Giocherà con la Raimon, insieme ad alcuni suoi compagni, per salvare i suoi amici dalla Banda dei cervi bianchi. È il fratello di Katsu. Usa la tecnica Fortezza Notturna (Ichiyajō, 一夜城? lett. "Castello di una sola notte") con Gorōta e Shishimaru.

### Altri membri temporanei
Vladimir Blade, nome originale Yūichi Tsurugi (剣城 優一?, Tsurugi Yūichi), attaccante degli Arions e poi della Raimon, numero 10

Doppiato da Tomoaki Maeno e in italiano da Roger Mantovani

Il fratello maggiore di Victor Blade. Ha un Braccialetto Temporale, datogli da Asurei Rune nel passato. Dopo la sconfitta della prima Protocollo Omega scompare, dato che la linea temporale in cui lui non è rimasto paralizzato non esiste più. Si può considerare quindi un personaggio diverso da quello che compare in Inazuma Eleven GO, dato che nell'altro gioco il fratello maggiore di Victor esiste e non è frutto del cambiamento della linea temporale. Inoltre questo Vladimir ha abilità incredibili che l'altro non avrebbe potuto migliorare. Ha le seguenti tecniche:
- Spirito Guerriero: Capo Supremo della Guerra Pendragon (Masenshi Pendragon, 魔戦士ペンドラゴン?, Masenshi Pendoragon, lett. "Guerriero Demone Pendragon"):

Era già comparso nella versione Luce del videogioco Inazuma Eleven GO. Vladimir materializza un demone oscuro alato, provvisto di spada, contornato da un'aura molto potente. Vladimir sviluppa con esso l'Armatura.
- Predatore Nero (Soul Bringer, ソウル·ブリンガー?, Souru buringā):

Tecnica con Spirito Guerriero già comparsa nella versione Luce del videogioco Inazuma Eleven GO, è usata da Vladimir solo nel gioco. Essa è simile a Caliburn di Bailong e Tezcat con la differenza che la spada è carica di energia color rosso-sangue e che la tecnica è usata da un solo giocatore.
- Cascata di Frecce (Thousand Arrow, サウザンドアロー?, Sauzando arō):

Tecnica usata da Vladimir solo nel gioco, già comparsa nel videogioco Inazuma Eleven GO. Vladimir colpisce la palla due volte, avvolgendola in un'aura viola, e dopo aver girato su se stesso, la colpisce una terza volta, lanciandola in aria; quindi la palla si scompone in un gran numero di frecce viola che, comandate da un gesto della mano di Vladimir, si dirigono in porta.
- Mixi Max:

Vladimir fonde la sua aura con quella di suo fratello Victor. Il suo aspetto dopo questa fusione diventa molto somigliante a quello di Victor.
- Rovesciata Micidiale (Death Drop, デスドロップ?, Desu doroppu):

Si tratta di una delle tecniche di suo fratello Victor. Vladimir fa ruotare la palla ad alta velocità sotto la gamba sinistra e poi la alza con violenza col tacco. Mentre la palla è in aria e brilla di elettricità rossa e nera, Vladimir la colpisce in rovesciata con il piede destro, scaraventandola in porta con enorme potenza. Vladimir la usa dopo essersi unito con l'aura di Victor. Nella versione italiana, quando Vladimir la usa viene erroneamente chiamata Tiro Apocalittico.
Liu Bei (劉備T, 刘备S, Liú BèiP), pronuncia giapponese Ryūbi, nome di cortesia Xuande (玄德T, 玄德S, XuándéP), in giapponese scritto 玄徳, pronuncia giapponese Gentoku, chiamato in giapponese Ryū Gentoku (劉玄徳?), portiere
Ryoma Sakamoto (坂本 龍馬?, Sakamoto Ryōma), difensore-centrocampista, numero 29

### Doppioni
I Doppioni (デュプリ?, Dyupuri, lett. "Dupli", dall'inglese "duplicate") sono Spiriti guerrieri creati da Fey Rune; per questo motivo assomigliano tutti, chi più chi meno, un po' a Fey.
Biggsy, nome originale Matchos (マッチョス?, Macchosu), portiere, numero 1

Doppiato da Yūki Tai

Grosso portiere con i capelli verdi a forma di cono. Sembra un gorilla e usa la tecnica:
- Parata Eccellente (Excellent Breast, エクセレントブレスト?, Ekuserento buresuto):

Biggsy aspira l'aria, gonfiando il proprio petto, e blocca la palla con il torace. Nell'episodio 36, durante la partita di allenamento contro la Raimon, evolve la tecnica al livello V2.
Smiley, nome originale Smile (スマイル?, Sumairu), difensore, numero 2

Doppiata da Fumiko Orikasa

Una ragazza che porta una fascia gialla ed ha un seno prosperoso. Porta sempre la lingua fuori, anche in partita.
Skinnie, nome originale Straw (ストロウ?, Sutorou), difensore numero 3

Doppiato da Tōru Nara

Somiglia molto a Malcolm Night ed ha sempre una cannuccia in bocca. Usa la tecnica:
- Presa Frattale (Fractal House, フラクタルハウス?, Furakutaru hausu):

Chunky, Smarty e Skinnie creano una gigantesca piramide, e da lì appare un castello oscuro con un cancello, simile a quello dei film dell'orrore, ed in seguito cade un fulmine che sbalza via l'avversario, facendogli perdere la palla. Purtroppo, Alpha riesce a rompere la tecnica e a tirare in porta. Nell'episodio 36, durante la partita contro la Raimon, evolvono la tecnica al livello V2.
Chunky, nome originale Deboon (ウォーリー?, Debūn), difensore, numero 4

Doppiato da Ryō Iwasaki

Anche lui di statura grossa. Porta una visiera gialla. Usa la tecnica Presa Frattale (Fractal House, フラクタルハウス?, Furakutaru hausu) insieme a Smarty e Skinnie.
Smarty, nome originale Wally (デブーン?, Wōrī), difensore, numero 5

Doppiato da Jun Konno

Di statura grossa. Porta degli occhiali neri. Usa la tecnica Presa Frattale (Fractal House, フラクタルハウス?, Furakutaru hausu) insieme a Chunky e Skinnie.
Tiny, nome originale Chibitto (チビット?), centrocampista, numero 6

Doppiato da Ayumi Fujimura

Simile a Smarty con la differenza che è di statura minuta. Porta degli occhiali blu.
Hairy, nome originale Manto (マント?), centrocampista, numero 7

Doppiata da Ayahi Takagaki

Centrocampista femmina. A differenza dei suoi compagni, ha i capelli di un verde talmente chiaro da sembrare bianco che le arrivano alle ginocchia.
Spikey, nome originale Drill (ドリル?, Doriru), centrocampista, numero 9

Doppiato da Kensuke Satō

Ha un grosso ciuffo che somiglia ad un trapano. Infatti, drill in inglese significa "trapano". Usa la tecnica Presa Frattale (Fractal House, フラクタルハウス?, Furakutaru hausu) insieme a Smarty e Chunky.
Creepy, nome originale Kimoro (キモロ?), attaccante, numero 10

Doppiato da Yū Kobayashi

Assomiglia molto a Sworm.

### Manager
Skie Blue, nome originale Aoi Sorano (空野 葵?, Sorano Aoi)
Jade Greene, nome originale Midori Seto (瀬戸 水鳥?, Seto Midori)
Rosie Redd, nome originale Akane Yamana (山菜 茜?, Yamana Akane)

## Arions
Nome originale - Tenmas (テンマーズ?, enmāzu)
La squadra creata da Fey Rune in onore di Arion nella linea temporale in cui non esiste il club di calcio della Raimon. Gioca due partite contro la prima Protocollo Omega e, nell'epoca di Re Artù, una contro i Cavalieri della Tavola Rotonda. È composta da Fey, Arion (che è anche il capitano) e nove Doppioni. In alcuni episodi inoltre vanta anche altri due importanti membri:
Mark Evans, nome originale Mamoru Endō (円堂 守?, Endō Mamoru), portiere degli Arions, numero 1

Doppiato in giapponese da Junko Takeuchi e in italiano da Renato Novara

Il protagonista storico della prima serie torna per diventare il portiere della squadra. Arion e Fey lo incontrano nel passato, quando Alpha cerca di impedirgli di fondare il club di calcio della Raimon. L'unica partita a cui Mark partecipa è la seconda tra gli Arions e la Protocollo Omega. Mark viene bloccato nel Dispositivo Sferico e viene rivelato in seguito che è stato trasformato in una Chrono Stone viola da Beta. Ritorna normale nell'episodio 47, e diventa allenatore della Chrono Storm. Mark in questa linea temporale ha le seguenti abilità:
- Spirito Guerriero: Magico Gigante Grandius (Majin Great, 魔神グレイト?, Majin Gureito, lett. "Diavolo Great"):

Mark sviluppa il suo Spirito Guerriero, non sapendo cosa sia, per mezzo della sua volontà di proteggere il calcio dai piani di Alpha.
Mark materializza un demone dorato dai capelli rossi, simile a quello della Mano del Colosso, dalla potenza inaudita.
È forse lo Spirito Guerriero da portiere più potente. Era già comparso nel videogioco di Inazuma Eleven GO.
- Mano di Grandius (Great the Hand, グレイト・ザ・ハンド?, Gureito za hando):

La tecnica con Spirito Guerriero di Mark. Mark esegue gli stessi movimenti usati per eseguire la Mano del Colosso, con la differenza che usa il suo Spirito Guerriero per parare il tiro avversario, e la mano del Magico Gigante Grandius non è con le dita distese, ma con le dita aperte. Era già comparsa nel videogioco di Inazuma Eleven GO.
- Mano di Luce (God Hand, ゴッドハンド?, Goddo hando):

Nonostante sia il Mark che si accinge a dar vita al club di calcio della Raimon, il ragazzo conosce già questa tecnica, che viene mostrata, dopo ben due stagioni d'assenza, nell'episodio 3 della serie Inazuma Eleven GO: Chrono Stones, segno che nelle linee temporali ci sono molte anomalie.
- Mano di Luce V (God Hand V, ゴッドハンドV?, Goddo hando bui):

Uno dei tre miglioramenti della Mano di Luce. Mark porta dietro il corpo la mano (in una posizione simile a quella della Mano del Colosso), poi la riporta in avanti facendo uscire due ali lucenti dalla mano, quindi indietreggia di un passo e posiziona la mano come per dare un pugno e di colpo materializza una Mano di Luce alata, facendola sbattere contro il pallone. È comparsa nell'episodio 6 di Inazuma Eleven GO: Chrono Stones per salvare Fey. Era già comparsa nei videogiochi Inazuma Eleven GO ed Inazuma Eleven Strikers 2012 Xtreme e nel film Gekijōban Inazuma Eleven GO - Kyūkyoku no kizuna Gryphon.
Vladimir Blade, nome originale Yūichi Tsurugi (剣城 優一?, Tsurugi Yūichi), attaccante degli Arions e poi della Raimon, numero 10

## Squadre avversarie della Raimon

### Protocollo Omega
Nome originale - Protocol Omega (プロトコル・オメガ?, Purotokoru Omega)
La prima squadra dell'El Dorado (エルドラド?, Erudorado) che gli Arions e poi la Raimon affrontano. La squadra è capitanata dal serio Alpha. L'allenatore della squadra è William Toddsforth (Heikichi Toudou), il presidente della El Dorado. Nel videogioco possiedono anche delle riserve, assenti nell'anime. I nomi europei dei giocatori sono tutti nomi di lettere dell'alfabeto fonetico NATO, di cui fa parte anche il nome originale "Alpha", che è stato mantenuto nella versione italiana.
Tattica Micidiale: Super Tattica AX3 [Triangolo delle Bermuda] (Tactics AX3, タクティクスAX3?, Takutikusu ei-ekkusu-surī):

Usata da Alpha, Mike e Juliet. Grazie a una serie di passaggi, creano una zona triangolare che intrappola e indebolisce gli avversari. Il vero nome di questa tattica, che è detto da una voce dopo che il giocatore ha detto l'altro nome, è Triangolo Delle Bermuda (Bermuda Wave, バミューダウェーブ?, Bamyūda wēbu).
Hotel, nome originale Zanou (ザノウ?), portiere, numero 1

Doppiato da Ryō Iwasaki

Ha i capelli color foglia di the ed è molto forzuto. Usa la tecnica:
- Comando di Porta 03 [Distruzione] (Keeper Command 03, キーパーコマンド03?, Kīpā komando zero-surī):

Hotel carica i pugni di energia e genera un'onda d'urto che blocca il pallone. Il vero nome di questa tecnica, che è detto da una voce dopo che il giocatore ha detto l'altro nome, è Distruzione (Doon Shout, ドーンシャウト?, Dōn shauto).
Oscar, nome originale Medam (メダム?, Medamu), difensore, numero 2

Doppiato da Jun Konno

Ha i capelli rossi e bianchi.
Echo, nome originale Kual (クオル?, Kuoru), difensore, numero 3

Doppiata da Mina

Una ragazza dai capelli neri e dagli occhi penetranti.
Golf, nome originale Gaura (ガウラ?), difensore, numero 4

Doppiato da Kensuke Satō

Grosso di statura, ha gli occhi neri, un dentone sporgente e i capelli celesti racconti in una treccia.
Charlie, nome originale Netan (ネタン?), difensore, numero 5

Ha i capelli biondi a forma di castagna e occhi sporgenti.
Lima, nome originale Kuōsu (クオース?), centrocampista, numero 6

Doppiato da Takashi Ōhara

Ha i capelli neri simili a serpenti. Usa la tecnica:
- Comando di Attacco 04 [Trivella Volante] (Offense Command 04, オフェンスコマンド04?, Ofensu komando zero-fō):

Dopo aver spiccato un salto carpiato, Lima dà la palla all'avversario ma la rotazione della palla è così veloce che fa volare via l'avversario. Il vero nome di questa tecnica, che è detto da una voce dopo che il giocatore ha detto l'altro nome, è Trivella Volante (Spinning Upper, スピニングアッパー?, Supiningu appā).
Bravo, nome originale Jini (ジーニー?, Jīnī), centrocampista, numero 7

Grosso di statura, ha la carnagione marrone e i capelli ricci biondi.
India, nome originale Neira (ネイラ?), centrocampista, numero 8

Doppiata da Hinako Sasaki

Ragazza dai capelli bianchi-grigi che porta un casco con visiera blu.
Juliet, nome originale Reiza (レイザ?), attaccante, numero 9

Doppiata in giapponese da Ayumi Fujimura e in italiano da Katia Sorrentino

Ragazza che assomiglia a Neith Venus. Usa la tecnica:
- Comando di Attacco 04 [Trivella Volante] (Offense Command 04, オフェンスコマンド04?, Ofensu komando zero-fō):

Dopo aver spiccato un salto carpiato, Reiza dà la palla all'avversario ma la rotazione della palla è così veloce che fa volare via l'avversario. Il vero nome di questa tecnica, che è detto da una voce dopo che il giocatore ha detto l'altro nome, è Trivella Volante (Spinning Upper, スピニングアッパー?, Supiningu appā). Usa questa tecnica quando entra nella Protocollo Omega 3.0.
Alpha (アルファ?, Arufa), attaccante e capitano, numero 10

Doppiatoin giapponese da Kishō Taniyama e in italiano da Alessandro Capra

Il serio capitano della Protocollo Omega. Il suo obbiettivo è quello di cambiare il corso degli eventi successi nella precedente serie di Inazuma Eleven. Usa:
- Spirito Guerriero: Fenix Sovrano dei Cieli (Tenkū no Shihaisha Hōō, 天空の支配者鳳凰? lett. "Governatore dei Cieli Fenice"):

Uno Spirito Guerriero che assomiglia a Super Pegaso Alato di Arion, è il primo Spirito Guerriero che si trasforma in Armatura.
- Comando di Tiro SG 01 [Fiamme Volanti] (Shoot Command K01, シュートコマンドK01?, Shūto komando kei zero-wan):

Tecnica con Spirito Guerriero usata solo nel gioco: Alpha salta infiammando il piede sinistro e creando una scia di fuoco; dopodiché lo Spirito Guerriero appare e, dopo che ha unito le mani, Alpha tira la palla che si infiamma e si trasforma in una fenice di fuoco che si dirige in porta. Le lettere "SG" nel nome italiano e la lettera "K" nel nome originale indicano che è un tiro con Spirito Guerriero (Keshin). Il vero nome di questa tecnica, che è detto da una voce dopo che il giocatore ha detto l'altro nome, è Fiamme Volanti (Hōō Rekka, 鳳凰烈火? lett. "Fuoco Divampante della Fenice").
- Comando di Tiro 01 [Vento a Spirale] (Shoot Command 01, シュートコマンド01?, Shūto komando zero-wan):

Alpha salta e rotea in aria prima di calciare la palla, e dopo il tiro la palla rotea vorticosamente in aria. Il vero nome di questa tecnica, che è detto da una voce dopo che il giocatore ha detto l'altro nome, è Vento a Spirale (Spinning Trans-arm, スピニングトランザム?, Supiningu toranszamu).
- Comando di Tiro 24 [Attacco Omega] (Shoot Command 24, シュートコマンド24?, Shūto komando tsuenchifō):

Usata in combinazione con Beta e Gamma. Alpha, Beta e Gamma saltano e la palla viene avvolta in un prisma; dopodiché lo colpiscono ed esso si apre e rilascia la palla insieme a sette raggi color arcobaleno. Il vero nome di questa tecnica, che è detto da una voce dopo che il giocatore ha detto l'altro nome, è Attacco Omega (Omega Attack, オメガアタック?, Omega atakku). La tecnica viene usata per la prima volta nell'episodio 43, durante la partita tra El Dorado Team 2 e Team Gir.
- Comando di Tiro 03 [Tiro Gaussiano] (Shoot Command 03, シュートコマンド03?, Shūto komando zero-surī):

Alpha la usa solo nel gioco.
Mike, nome originale Einamu (エイナム?), attaccante, numero 11

 Doppiato da Hirofumi Nojima

Ha i capelli marroni corti a caschetto. Usa le tecniche:
- Comando di Tiro 06 [Pallone al Plasma] (Shoot Command 06, シュートコマンド06?, Shūto komando zero-shikkusu):

Dopo che Mike esegue il tiro, la palla emana una pericolosa aura elettrica viola. Il vero nome di questa tecnica, che è detto da una voce dopo che il giocatore ha detto l'altro nome, è  Pallone al Plasma (Plasma Ball, プラズマボール?, Purasuma bōru).
- Comando di Tiro 03 [Tiro Gaussiano] (シュートコマンド03?, Shūto komando zero-surī):

Mike la usa solo nel gioco.
Uniform, nome originale Lazlo (ラズロ?, Razuro), portiere, numero 12

Somiglia molto ad Hotel con la differenza che ha i capelli neri. Compare solo nel gioco.
Tango, nome originale Copuru (コプル?, Kopuru), difensore, numero 13

Ha i capelli neri e gli occhi dalla sclera nera ed è tarchiato. Compare solo nel gioco.
Zulu, nome originale Finik (フィニク?, Finiku), centrocampista, numero 14

Ha i capelli biondi e la carnagione scura. Compare solo nel gioco.
X-Ray, nome originale Mekius (メキウス?, Mekiusu), attaccante, numero 15

Ha i capelli viola e occhi dalla sclera nera. Compare solo nel gioco.
Delta, nome originale Minene (ミネーネ?, Minēne), attaccante, numero 16

Ha i capelli bianchi lunghi. Compare solo nel gioco.

### Protocollo Omega 2.0
Nome originale - Protocol Omega 2.0 (プロトコル・オメガ2.0?, Purotokoru Omega Ni-den-zero)
Una versione "aggiornata" della squadra poiché include nuovi elementi tra cui il capitano Beta. Nel passato, si spacciano per la nazionale giapponese e infortunano i giocatori di quella americana: per questo, il Giappone ha proibito lo sport del calcio. Affronta la Raimon prima in occasione di questa partita internazionale, in cui la Raimon si sostituisce alla nazionale americana, e poi nel Giappone del periodo Sengoku. L'allenatore della squadra è William Toddsforth (Heikichi Toudou), il presidente della El Dorado, che allena anche la Protocollo Omega. Nel videogioco possiedono anche delle riserve, assenti nell'anime; sono le stesse della Protocollo Omega. Come nella Protocollo Omega, i nomi europei dei giocatori sono nomi di lettere dell'alfabeto fonetico NATO; fa eccezione il nome originale "Beta", che è stato mantenuto nella versione italiana e non fa parte di tale alfabeto.
Hotel, nome originale Zanou (ザノウ?), portiere, numero 1

Lo stesso portiere della Protocollo Omega ma molto più forte. Infatti, blocca la Stoccata del Samurai di Ryoma senza usare tecniche.
Oscar, nome originale Medam (メダム?, Medamu), difensore, numero 2

Stesso difensore della Protocollo Omega. Usa la tecnica:
- Comando di Difesa 06 [Magnetismo] (Defense Command 06, ディフェンスコマンド06?, Difensu komando zero-shikkusu):

Tecnica usata nell'episodio 16. Oscar salta e i suoi piedi ottengono polarità. In questo modo, la palla viene attirata dai piedi di Oscar. Il vero nome di questa tecnica, che è detto da una voce dopo che il giocatore ha detto l'altro nome, è Magnetismo (Magnet Draw, マグネットドロー?, Magunetto dorō).
Kilo, nome originale Ward (ウォード?, Wōdo), difensore, numero 3

Doppiato da Takashi Ōhara

Giocatore di corporatura grossa. Ha i capelli marroni. È il difensore che rimpiazza Echo. Usa la tecnica:
- Comando di Difesa 03 [Spirale Elettrica] (Defense Command 03, ディフェンスコマンド03?, Difensu komando zero-surī):

Kilo crea delle spirali elettriche che avvolgono l'avversario e lo sbalzano via. Il vero nome di questa tecnica, che è detto da una voce dopo che il giocatore ha detto l'altro nome, è Spirale Elettrica (Coil Upper, コイルアッパー?, Koiru appā). Kilo la usa solo nel gioco.
Golf, nome originale Gaura (ガウラ?), difensore, numero 4
Foxtrot, nome originale Dream (ドリム?, Dorimu), centrocampista, numero 5

Doppiato da Yūki Tai

È il centrocampista che rimpiazza Charlie. Porta una visiera viola ed è molto scorretto.
Lima, nome originale Kuōsu (クオース?), centrocampista, numero 6
November, nome originale Orca (オルカ?, Oruka), centrocampista, numero 7

Doppiata in giapponese da Yurin e in italiano da Monica Bonetto

È la centrocampista che rimpiazza Bravo. Ha i capelli rosa e la pelle marrone. È molto scorretta e scaltra. Usa la tecnica:
- Comando di Tiro 08 [Freccia di Cupido] (Shoot Command 08, シュートコマンド08 Shūto komando zero-eito?):

Dopo averla spedita in aria, November tira la palla che prende la forma di un cuore. Il vero nome di questa tecnica, che è detto da una voce dopo che il giocatore ha detto l'altro nome, è Freccia di Cupido (Love Arrow, ラブアロー?, Rabu arō). November usa la tecnica solo nel gioco.
India, nome originale Neira (ネイラ?), centrocampista, numero 8

Stessa centrocampista della Protocollo Omega. Usa anche lei la tecnica Comando di Tiro 08 [Freccia di Cupido] (Shoot Command 08, シュートコマンド08 Shūto komando zero-eight?), anche nell'anime.
Juliet, nome originale Reiza (レイザ?), attaccante, numero 9
Beta (ベータ?, Bēta), attaccante e capitano, numero 10

Doppiata in giapponese da Mariya Ise e in italiano da Emanuela Pacotto

Una ragazza dai capelli celesti che le cadono sulle spalle in trecce e dagli occhi viola che rimpiazza Alpha nel ruolo di capitano. Ha una doppia personalità: all'inizio sembra calma, gentile e allegra, ma in realtà, come Shawn, ha un'altra personalità violenta e aggressiva. Usa:
- Spirito Guerriero Atena Signora dei Conflitti (Kokū no Megami Atena, 虚空の女神アテナ?):

Uno Spirito Guerriero armato di due pistole.
- Comando di Tiro 07 [Fissione-Fusione] (Shoot Command 07, シュートコマンド07?, Shūto komando zero-sebun):

Tecnica usata con lo Spirito Guerriero Atena Signora dei Conflitti. Beta schiaccia la palla "tagliandola" in due, poi colpisce le due palle con una rovesciata a due piedi. Il vero nome di questa tecnica, che è detto da una voce dopo che il giocatore ha detto l'altro nome, è Fissione-Fusione (Double Shoot, ダブルショット?, Daburu shotto).
- Comando di Tiro SG02 [Colpo di Atena] (Shoot Command K02, シュートコマンドK02 Shūto komando kei zero-tsū?):

Beta evoca il suo Spirito Guerriero e salta. Intanto il suo Spirito Guerriero spara dalle pistole due bolle, una viola l'altra fucsia, che racchiudono Beta mentre sta per tirare. Poco prima del contatto le bolle vengono assorbite dal pallone e Beta tira. Le lettere "SG" nel nome italiano e la lettera "K" nel nome originale indicano che è un tiro con Spirito Guerriero (Keshin). Il vero nome di questa tecnica, che è detto da una voce dopo che il giocatore ha detto l'altro nome, è Colpo di Atena (Athena Assault, アテナ・アサルト?, Atena asaruto).
- Comando di Tiro 24 [Attacco Omega] (Shoot Command 24, シュートコマンド24?, Shūto komando tsuenchifō):

Usata in combinazione con Alpha e Gamma. Alpha, Beta e Gamma saltano e la palla viene avvolta in un prisma; dopodiché lo colpiscono ed esso si apre e rilascia la palla insieme a sette raggi color arcobaleno. Il vero nome di questa tecnica, che è detto da una voce dopo che il giocatore ha detto l'altro nome, è Attacco Omega (Omega Attack, オメガアタック?, Omega atakku). La tecnica viene usata per la prima volta nell'episodio 43, durante la partita tra El Dorado Team 2 e Team Gir.
Mike, nome originale Einamu (エイナム?), attaccante, numero 11
Uniform, nome originale Lazlo (ラズロ?, Razuro), portiere, numero 12
Tango, nome originale Copuru (コプル?, Kopuru), difensore, numero 13
Zulu, nome originale Finik (フィニク?, Finiku), centrocampista, numero 14
X-Ray, nome originale Mekius (メキウス?, Mekiusu), attaccante, numero 15
Delta, nome originale Minene (ミネーネ?, Minēne), attaccante, numero 16

### Divisione A5
Nome originale - Team A5 (チームA5?, Chīmu A5)
È una squadra di cinque giocatori, formata da alcuni membri della Protocollo Omega, furiosi per il rimpiazzo del loro leader Alpha con il nuovo leader Beta.
Hotel, nome originale Zanou (ザノウ?), portiere, numero 1
Golf, nome originale Gaura (ガウラ?), difensore, numero 4
Lima, nome originale Kuōsu (クオース?), centrocampista, numero 6
Juliet, nome originale Reiza (レイザ?), attaccante, numero 9
Mike, nome originale Einamu (エイナム?), attaccante, numero 11

### Robot guardiani
Nome originale - Soccer Robots (サッカーロボッツ?, Sakkā Robottsu, lett. "Robot da calcio")
Sono una squadra di robot con il simbolo di un'omega sulla testa, che giocano a calcio ed hanno il compito di difendere il museo del calcio duecento anni nel futuro, dove i giocatori della Raimon si recano per recuperare il quaderno di David Evans chiamato Insegnamenti del maestro (覇者の聖典?, Hasha no seiten, lett. "Scritture del campione"). Nell'anime cinque di loro giocano contro Riccardo, Jean-Pierre, Ryoma, Arion e Victor nell'episodio 9 e vengono sconfitti per 1-0.
Tattica micidiale: Assalto Tattico (Tactics Cycle, タクティクスサイクル?, Takutikusu saikuru):

Tattica offensiva in cui quattro giocatori, tra cui il possessore di palla, si mettono in fila diventando molto veloci e sbaragliano la difesa. I Robot Guardiani la usano solo nel gioco. È la stessa tattica usata dall'Accademia Militare Mare Lunare (Gassan Kunimitsu) in Inazuma Eleven GO.
SR-101X, portiere, numero 1 nel gioco e 5 nell'anime

È nero, a differenza degli altri che sono grigi.
SR-102X, difensore, numero 2

Usa la tecnica:
- Ponte Elettrico (Blitz Bridge, ブリッツブリッジ?, Burittsu burijji):

Tecnica difensiva. SR-102X sbatte violentemente la mano sul terreno, dal quale parte una saetta che colpisce l'avversario e lo fulmina, facendogli perdere la palla, che viene rubata da SR-102X.
SR-103X, difensore, numero 3

Usa anch'esso la tecnica Ponte Elettrico (Blitz Bridge, ブリッツブリッジ?, Burittsu burijji).
SR-104X, difensore, numero 4

Usa anch'esso la tecnica Ponte Elettrico (Blitz Bridge, ブリッツブリッジ?, Burittsu burijji).
SR-105X, centrocampista, numero 5

Usa anch'esso la tecnica Ponte Elettrico (Blitz Bridge, ブリッツブリッジ?, Burittsu burijji).
SR-106X, centrocampista, numero 6
SR-107X, centrocampista, numero 7
SR-108X, centrocampista, numero 8

Usa anch'esso la tecnica Ponte Elettrico (Blitz Bridge, ブリッツブリッジ?, Burittsu burijji).
SR-109X, attaccante, numero 9
SR-110X, attaccante, numero 10
SR-111X, attaccante, numero 11

### Banda dei cervi bianchi
Nome originale - Shiroshikagumi (白鹿組?)
Squadra creata e allenata da Beta quando la Raimon si trova nell'epoca Sengoku. Anche il nome originale si può tradurre "Banda dei cervi bianchi". I giocatori portano un kimono bianco. Nel videogioco possiedono anche delle riserve, assenti nell'anime.
Norimaru Gazen (俄然 則丸?, Gazen Norimaru), portiere, numero 1

Doppiato da Takashi Ōhara

Ha i capelli grigi, la pelle scura e gli occhi neri.
Sokichi "Subeyoshi" Kitagami (北上 総吉?, Kitagami Sōkichi) detto Subeyoshi (すべよし?), difensore, numero 2

Doppiato da Hiroyuki Yoshino

Ha una maschera a forma di cervo bianco che gli copre la faccia. Il soprannome "Subeyoshi" non è altro che un'altra pronuncia possibile degli ideogrammi del suo nome.
Hoichiro Ashiguro (足黒 芳一朗?, Ashiguro Hōichirō), difensore, numero 3

Doppiato da Hiroaki Tajiri

Grosso di statura, è calvo ed ha una fascia nera che gli copre la bocca. Usa la tecnica:
- Gola Rocciosa (Okehazama Wall, オケハザマウォール?, Okehazama wōru):

Tecnica difensiva usata nell'episodio 13. Hoichiro suona un corno mentre due muri di roccia appaiono e travolgono l'avversario. Il nome originale della tecnica è un riferimento alla battaglia di Okehazama.
Hanbee Yabe, nome originale Hanbe Yabe (矢部 半兵衛?, Yabe Hanbe), difensore, numero 4

Doppiato da Tōru Nara

Grosso di statura, ha la carnagione scura, i denti sporgenti e i capelli rosso scuro. Usa nel gioco le tecniche:
- Gola Rocciosa (Okehazama Wall, オケハザマウォール?, Okehazama wōru)
- Proiettile di Archibugio (Hinawa Bullet, 火縄バレット?, Hinawa buretto, lett. "Proiettile Miccia"):

Tecnica di tiro usata con Korin. Hanbee tira la palla in aria e carica un'arma mentre il piede di Korin si copre di fuoco, quindi Korin tira. Il nome è un riferimento al Tanegashima, anche detto Hinawajū, un tipo di archibugio usato dai samurai.
Ikkatsu Kano (加納 一活?, Kanō Ikkatsu), centrocampista, numero 5

Doppiato da Kiyotaka Furushima

Ha i capelli biondi lunghi con una fascia bianca.
Denbee Asama, nome originale Denbei Asama (浅間 伝兵衛?, Asama Denbei), centrocampista, numero 6

Doppiato da Ryō Iwasaki

Ha i capelli viola e gli occhi rossi.
Ginji Santetsu (山鉄 銀二?, Santetsu Ginji), centrocampista, numero 7

Doppiato da Tōru Nara

Ha i capelli color foglia secca, gli occhi marroni e i denti aguzzi.
Denrai Ochimura ( 落村 伝来?, Ochimura Denrai), centrocampista, numero 8

Doppiato da Kensuke Satō

Giocatore robusto, ha i baffi ed è calvo nel centro della testa, ma sui lati ha i capelli lunghi, che formano sei ciuffi verso l'alto e due code verso il basso.
Senji Kudo, nome originale Senji Kutō (工党 千児?, Kutō Senji), centrocampista, numero 9

Doppiato da Ayahi Takagaki

Ha gli occhi neri ed i capelli neri raccolti in due codini, con due strisce senza capelli sulla testa che finiscono formando una v con i capelli sulla fronte. Usa con Korin la tecnica Proiettile di Archibugio (Hinawa Bullet, 火縄バレット?, Hinawa buretto, lett. "Proiettile Miccia").
Taian Inaba (稲葉 大安?, Inaba Taian), attaccante e capitano, numero 10

Doppiato da Gō Shinomiya

Ha i capelli e la barba di colore blu, gli occhi neri e la pelle scura. Usa:
- Spirito Guerriero: Donnola dalle Falci di Vento (Yōki Kamaitachi, 妖鬼カマイタチ? lett. "Demone Fantasma Kamaitachi"):

Uno Spirito Guerriero azzurro con degli artigli affilati. Il nome originale dello Spirito Guerriero deriva da quello del kamaitachi, creatura mitologica giapponese.
- Vortice Tagliente (Tsubuchi no Yaiba, 旋風の刃? lett. "Spada del Tornado"):

Tecnica di dribbling in cui lo Spirito Guerriero diventa una fiamma azzurra e colpisce l'avversario.
- Rondine in Picchiata (Tsubame Gaeshi, ツバメ返し? lett. "Ritorno della Rondine"):

Tecnica usata nell'episodio 13. Taian, dopo aver spiccato un salto, colpisce l'avversario con la palla facendo una capriola all'indietro.
Korin Maebayashi, nome originale Kourin Maebayashi (前林 香林?, Maebayashi Kōrin), attaccante, numero 11

Doppiato da Jun Konno

Ha gli occhi blu ed i capelli castani raccolti in una coda. Porta una benda sull'occhio destro. Usa la tecnica Proiettile di Archibugio (Hinawa Bullet, 火縄バレット?, Hinawa buretto, lett. "Proiettile Miccia") insieme a Senji (nel gioco la può usare anche insieme a Hanbee).
Mikimaru Ujiki (氏木 神酒丸?, Ujiki Mikimaru), portiere, numero 12

Ha gli occhi neri ed i capelli grigi corti con una fascia blu intorno alla testa. Compare solo nel gioco.
Doshin Yomoyama (四方山 胴心?, Yomoyama Dōshin), difensore, numero 13

Ha i capelli neri, gli occhi neri e le occhiaie. Compare solo nel gioco.
Amae Yazu (夜須 天慧?, Yazu Amae), centrocampista, numero 14

Ha i capelli blu e la pelle chiara. Compare solo nel gioco.
Hookuro Ayabe (綾部 奉公郎?, Ayabe Hōkurō), attaccante, numero 15

Ha i capelli neri e gli occhi neri. Compare solo nel gioco.
Kaburo Hayama (早矢馬 齧郎?, Hayama Kaburō), attaccante, numero 16

Ha i capelli neri e gli occhi neri. Compare solo nel gioco.

### Protocollo Omega 3.0
Nome originale - Protocol Omega 3.0 (プロトコル・オメガ3.0?, Purotokoru Omega San-den-zero)
La terza squadra dell'El Dorado, capitanata da Gamma. Nell'episodio 19 il misterioso giocatore Zanark Avalonic prende il controllo della squadra, aumentandola moltissimo (dato che zanark è più forte di loro) I giocatori, infatti, hanno subito un Mixi Trans con Zanark ed appaiono con la carnagione scura, gli occhi rossi e i capelli di un altro colore. Affronta la Raimon nella Francia del XV secolo. Nel videogioco possiedono anche delle riserve, assenti nell'anime; sono le stesse della Protocollo Omega. Come nella Protocollo Omega e nella Protocollo Omega 2.0, i nomi europei dei giocatori sono nomi di lettere dell'alfabeto fonetico NATO; fa eccezione il nome originale "Gamma", che è stato mantenuto nella versione italiana e non fa parte di tale alfabeto.
Romeo, nome originale Rujiku (ルジク?), portiere, numero 1

Doppiato da Jun Konno

Il portiere che va rimpiazzare Hotel nella Protocollo Omega 3.0. Somiglia un po' a Héctor Helio e usa:
- Comando di Porta 07 [Giro-Parata] (Keeper Command 07, キーパーコマンド07?, Kīpā komando zero-sebun):

Romeo rotea più volte su se stesso creando un giroscopio di energia che blocca la palla, facendola girare intorno ad esso per poi farla finire nelle mani di Romeo. Il vero nome di questa tecnica, che è detto da una voce dopo che il giocatore ha detto l'altro nome, è Giro-Parata (Gyro Saving, ジャイロセービング?, Jairo sēbingu).È la parata più forte di inazuma eleven
- Spirito Guerriero: Black Jack, Amante del Rischio (Kōun no Last Vega, 幸運のラストベガ?, Kōun no Rasuto Bega, lett. "Last Vega della Fortuna"):

Spirito Guerriero già apparso nel primo gioco di Inazuma Eleven GO, è usato da Romeo solo nel gioco. Esso assomiglia a Grande Giocatore Lot di Abram Cadabra dell'Istituto Miraggio.
- Comando di Porta SG07 [Dadi Fortunati] (Keeper Command K07, キーパーコマンドK07?, Kīpā komando kei zero-sebun):

Tecnica con Spirito Guerriero: Black Jack lancia sei dadi e, se escono tutti con il numero 6, la palla viene bloccata con facilità. La "SG" nel nome indica che è una tecnica con Spirito Guerriero. Il vero nome di questa tecnica, che è detto da una voce dopo che il giocatore ha detto l'altro nome, è Dadi Fortunati (Lucky Dice, ラッキーダイス?, Rakkī daisu), ed era comparsa solo con questo nome, nel doppiaggio italiano Dadi della Fortuna, in Inazuma Eleven GO, usata da Abram Cadabra con lo Spirito Guerriero Grande Giocatore Lot.
Oscar, nome originale Medamu (メダム?), difensore, numero 2

Presente fin dalla prima Protocollo Omega, anche qui, come nella seconda, usa la tecnica Comando di Difesa 06 (Defense Command 06, ディフェンスコマンド06?, Difensu komando zero-six).
Kilo, nome originale Ward (ウォード?, Wōdo), difensore, numero 3
Papa, nome originale Galling (ガリング?, Garingu), difensore, numero 4

Doppiato da Tōru Nara

È il difensore che rimpiazza Golf. È robusto ed ha i capelli rossi.
Quebec, nome originale Bahamus (バハムス?, Bahamusu), centrocampista, numero 5

Doppiato da Kensuke Satō

È il centrocampista che rimpiazza Foxtrot, un robusto giocatore dai capelli biondi. Usa la tecnica:
- Comando di attacco 02 [Collisione Guidata] (Offense Command 02, オフェンスコマンド02?, Ofensu komando zero-tsū):

Quebec fa ruotare la palla e dopo averla colpita col ginocchio, essa rilascia dei raggi colorati, e Quebec scatta in avanti, colpendo l'avversario e facendolo sbalzare via. Il vero nome di questa tecnica, che è detto da una voce dopo che il giocatore ha detto l'altro nome, è Collisione Guidata (Linear Drive, リニアドライブ?, Rinia doraibu). Quebec la usa solo nel gioco.
Lima, nome originale Kuōsu (クオース?), centrocampista, numero 6
November, nome originale Orca (オルカ?, Oruka), centrocampista, numero 7
Sierra, nome originale Dhanna (ダーナ?, Dāna), centrocampista numero 8

Doppiata in giapponese da Mina e in italiano da Giuliana Atepi

È la centrocampista che rimpiazza India. È una ragazza dai lunghi capelli neri a caschetto e dagli occhi gialli. Usa le tecniche:
- Comando di Difesa 03 [Spirale Elettrica] (Defense Command 03, ディフェンスコマンド03?, Difensu komando zero-surī):

Tecnica di difesa usata nell'episodio 21. Sierra crea delle spirali elettriche che avvolgono l'avversario e lo sbalzano via. Il vero nome di questa tecnica, che è detto da una voce dopo che il giocatore ha detto l'altro nome, è Spirale Elettrica (Coil Upper, コイルアッパー?, Koiru appā). Sierra la usa solo nell'anime.
- Comando di Tiro 06 [Pallone al Plasma] (Shoot Command 06, シュートコマンド06?, Shūto komando zero-shikkusu):

Tecnica usata da Sierra per la prima volta nell'episodio 39. Dopo che Sierra esegue il tiro, la palla emana una pericolosa aura elettrica viola. Il vero nome di questa tecnica, che è detto da una voce dopo che il giocatore ha detto l'altro nome, è  Pallone al Plasma (Plasma Ball, プラズマボール?, Purasuma bōru).
Gamma (ガンマ?, Ganma), attaccante e capitano, numero 10

Doppiato in giapponese da Yūki Tai e in italiano da Felice Invernici (Nell'anime) e da Davide Garbolino (Nel videogioco)

È il capitano della Protocollo Omega 3.0 che rimpiazza Beta. Ha i capelli grigi chiari e somiglia molto ad Axel Blaze. Usa:
- Spirito Guerriero: Licaone Lupo Dannato (Jinrō Lycaon, 迅狼リュカオン?, Jinrō Ryukaon, lett. "Lupo Veloce Lycaon"):

Uno Spirito Guerriero simile ad un lupo.  Gamma sviluppa con esso la modalità Armatura.
- Commando di Attacco SG06 [Assalto Animalesco] (Offense Command K06, オフェンスコマンドK06?, Ofensu komando kei zero-shikkusu):

Tecnica con Spirito Guerriero: Gamma sale sul Licaone Lupo Dannato che si trasforma in un tornado avvolto da elettricità e si muove a zig-zag lasciando una scia a forma di fulmine e superando l'avversario, fulminandolo.  La "K" nel nome indica che è una tecnica con Spirito Guerriero (Keshin). Il vero nome di questa tecnica, che è detto da una voce dopo che il giocatore ha detto l'altro nome, è Assalto Animalesco (Shippuujinrai, シップウジンライ? lett. "Velocità del Fulmine").
- Commando di Tiro 13 [Scissione Atomica] (Shoot Command 13, シュートコマンド13?, Shūto komando sāchīn):

Dopo averla spedita in aria, la palla assume la forma di un atomo. A questo punto, Gamma tira la palla, che si trasforma in un raggio. Il vero nome di questa tecnica, che è detto da una voce dopo che il giocatore ha detto l'altro nome, è Scissione Atomica (Gamma Strike, ガンマストライク?, Ganma sutoraiku).
- Comando di Tiro 24 [Attacco Omega] (Shoot Command 24, シュートコマンド24?, Shūto komando tsuenchifō):

Usata in combinazione con Alpha e Beta. Alpha, Beta e Gamma saltano e la palla viene avvolta in un prisma; dopodiché lo colpiscono ed esso si apre e rilascia la palla insieme a sette raggi color arcobaleno. Il vero nome di questa tecnica, che è detto da una voce dopo che il giocatore ha detto l'altro nome, è Attacco Omega (Omega Attack, オメガアタック?, Omega atakku). La tecnica viene usata per la prima volta nell'episodio 43, durante la partita tra El Dorado Team 2 e Team Gir.
- Occhio dell'Oblio (All Delete, オールデリート?, Ōru derīto):

Gamma avvolge l'avversario in energia viola, facendolo sparire, e dopo aver schioccato le dita lo fa riapparire dietro di lui.
Mike, nome originale Einamu (エイナム?), attaccante, numero 11
Uniform, nome originale Lazlo (ラズロ?, Razuro), portiere, numero 12
Tango, nome originale Copuru (コプル?, Kopuru), difensore, numero 13
Zulu, nome originale Finik (フィニク?, Finiku), centrocampista, numero 14
X-Ray, nome originale Mekius (メキウス?, Mekiusu), attaccante, numero 15
Delta, nome originale Minene (ミネーネ?, Minēne), attaccante, numero 16

### Esercito di terracotta
Nome originale - からくり兵馬俑 (Karakuri Heibayō?, lett. "Esercito karakuri di terracotta")
Squadra composta da guerrieri di terracotta animati. È un riferimento alle statue dell'esercito di terracotta. La Raimon sfida questa squadra per vedere Zhuge Liang. Il nome è presente solo nel gioco, mentre nell'anime la squadra non ha nome.
Le tecniche che usa questa squadra sono le seguenti:
- Ingranaggi Acceleranti (Gear Drive, ギアドライブ?, Gia doraibu):

L'attaccante evoca degli ingranaggi gialli. Dopo aver tirato, la palla rimbalza su questi ultimi accumulando energia blu e schizza a tutta velocità verso la porta.
- Rimaterializzazione (Transmove, トランスムーブ?, Toransumūbu):

Il giocatore crea due "cupole", una sopra di lui e un'altra sopra l'avversario. Grazie ad esse, il giocatore scambia la sua posizione con quella dell'avversario.
- Pugno Irradiante (Beam Kobushi, ビームこぶし?, Bīmu kobushi, lett. "Pugno Raggio"):

Il portiere assume una posizione simile a quella del Pugno Propulsore (Rocket Kobushi) di Thomas Feldt e lancia un raggio rosso che blocca la palla.

### Zanark Domain
Nome originale - Zanark Domain (ザナーク・ドメイン?, Zanāku Domein)
Come dice il nome, questa squadra è capitanata da Zanark Avalonic. Di fatto, essendo formata da banditi, la squadra non fa parte dell'El Dorado, ma viene comunque assoldata da essa per fermare la Raimon. Affronta quest'ultima nella Cina del periodo dei Tre Regni e nel Giappone del periodo Edo. Nel videogioco possiedono anche delle riserve, assenti nell'anime. Nella versione italiana è stato mantenuto il nome originale della squadra. I nomi europei dei giocatori, ad eccezione di Tyrah, sono i numeri in sanscrito senza segni diacritici; per i giocatori fino al numero 9 il nome equivale al numero di maglia.
Eka, nome originale Shuten (シュテン?), portiere, numero 1

Doppiato da Yūki Tai

Un robusto portiere dalla pelle marrone e dai capelli biondi. Nella prima partita contro la Raimon prova a parare il Tornado di Fuoco Doppia Direzione di Arion e Victor con una sola mano, ma non ci riesce, facendo perdere la partita alla sua squadra. Usa la tecnica:
- Turbine di Sabbia (Sand Cutter, サンドカッター?, Sando kattā):

Tecnica usata nell'episodio 24. Eka genera e lancia un gigantesco disco di sabbia nera che taglia in due la palla.
Dva, nome originale Gouzu (ゴウズ?), difensore, numero 2

Doppiato da Tōru Nara

Ha i capelli a spazzola viola e bianchi dietro.
Tyrah, nome originale Yasha (ヤシャ?), difensore, numero 3

Doppiata da Hinako Sasaki

Ragazza con i capelli neri e il viso truccato. Usa la tecnica:
- Trivella Infuocata (Screwdriver, スクリュードライバー?, Sukuryūdoraibā):

Tyrah salta e inizia a girare dando fuoco ai piedi per poi scendere in picchiata colpendo l'avversario e rubandogli la palla.
Catvari, nome originale Ōgu (オーグ?), difensore, numero 4

Doppiato da Ryō Iwasaki

Grosso di statura, ha gli occhi dalla sclera nera e dalla pupilla gialla e una strana cicatrice che li collega, oltre ad avere orecchie da elfo.
Panca, nome originale Engiru (エンギル?), centrocampista, numero 5

Doppiato da Takuya Eguchi

Indossa una strana maschera di ferro a tre lenti ed ha i capelli blu.
Sas, nome originale Meizu (メイズ?), centrocampista, numero 6

Doppiato da Hiroyuki Yoshino

Ha i capelli verde melma che gli coprono gli occhi. Usa la tecnica:
- Salto Esplosivo (Bungee Thrust, バンジースラスト?, Banjī surasuto):

Sas salta con la palla sostenuta tra i piedi e inizia a girare su se stesso deformando la palla che inizia ad avvolgersi intorno a lui. Dopo aver girato per un po' si ferma e lancia la palla deformata sull'avversario, che rimane stordito. Sas prende la palla ritornata alla sua forma normale ed evita l'avversario ancora stordito.
Sapta, nome originale Shinjami (シンジャミ?), centrocampista-portiere, numero 7

Doppiato da Mitsuki Saiga

Ha i capelli neri con tre code. Nell'episodio 26, in una partitella cinque contro cinque contro la Raimon, gioca da portiere nonostante il suo ruolo di centrocampista.
Asta, nome originale Goburis (ゴブリス?), centrocampista numero 8

Doppiato da Yurin

Piccolo di statura, ha i capelli biondi e le sopracciglia di due colori, una bionda e l'altra blu.
Navan, nome originale Shura (シュラ?), attaccante numero 9

Doppiato da Kensuke Satō

Ha i capelli bianchi e gli occhi color mostarda.
Zanark Avalonic (ザナーク・アバロニク?, Zanāku Abaroniku), attaccante e capitano, numero 10
Dasan, nome originale Rasetsu (ラセツ?), attaccante, numero 11

Doppiato da Jun Konno

Ha i capelli viola ed uno sguardo penetrante. Il nome europeo deriva da dáśan, "dieci" in sanscrito. Usa la tecnica:
- Cascata Planetaria (Ogre Blade, オーガブレード?, Ōga burēdo)

Tecnica usata da Dasan nel gioco e nell'episodio 28. Dasan lancia in aria la palla ed esegue un gesto con la mano; la palla inizia a caricarsi di energia rosso-viola chiaro e, dopo che la palla si è caricata, Dasan salta e con una tallonata tira a mezz'aria la palla, che va verso la porta avvolta da un anello di energia.
Sata, nome originale Banna (バンナ?), portiere, numero 12

Ha i capelli grigi alzati. Il nome europeo significa "cento" in sanscrito. Compare solo nel gioco.
Sahasra, nome originale Hannisu (ハンニス?), difensore, numero 13

Ha i capelli bianchi e la carnagione scura. Il nome europeo significa "mille" in sanscrito. Compare solo nel gioco.
Ayuta, nome originale Zenki (ゼンキ?), centrocampista, numero 14

Ha i capelli blu che gli coprono il naso. Il nome europeo significa "diecimila" in sanscrito. Compare solo nel gioco.
Laksha, nome originale Toraru (トラル?), attaccante, numero 15

Ha i capelli grigi che gli coprono l'occhio sinistro. Compare solo nel gioco.
Niyuta, nome originale Kyū (キュー?), attaccante, numero 16

Ha i capelli bianchi lunghi che gli coprono l'occhio sinistro. Il nome europeo significa "un milione" o generalmente "un numero molto alto" in sanscrito. Compare solo nel gioco.
Soji Okita (沖田 総司?, Okita Sōji), attaccante, numero 17
Guan Yu (關羽T, 关羽S, Guān YǔP), in giapponese scritto 関羽, pronuncia giapponese Kan'u, difensore
Zhang Fei (張飛T, 张飞S, Zhāng FēiP), pronuncia giapponese Chōhi, attaccante

### Squadra Perfetta
Nome originale - Perfect Cascade (パーフェクト・カスケイド?, Pāfekuto Kasukeido, lett. "Cascata perfetta")
La quarta squadra dell'El Dorado ad affrontare la Raimon, il suo allenatore è Schemer Guile. Tutti i suoi membri sono ragazzi e sono pallidi. Si rivela essere la squadra finale della El Dorado, con una potenza molto superiore alle tre Protocollo Omega e alla Zanark Domain, tanto da sconfiggere la Raimon in ben due occasioni, nella prima partita 19-0 e nella seconda 9-2. Affronta la Raimon nel periodo Giurassico e nell'Inghilterra dell'epoca di Re Artù. I giocatori si rivelano poi essere non esseri umani ma androidi creati dal loro allenatore. Nel gioco possiedono anche delle riserve, assenti nell'anime.
Essendo androidi, i giocatori della Squadra Perfetta hanno tre modalità:
- Modalità Allenamento (Practice Mode, プラクティスモード?, Purakutisu Mōdo): giocano come se si stessero allenando, ma sono comunque molto forti;
- Modalità Normale (Normal Drive Mode, ノーマルダイブモード?, Nōmaru Daibu Mōdo): diventano più forti fisicamente e più veloci, e possono superare gli Spiriti Guerrieri nella modalità Armatura;
- Modalità Hyperdrive (Hyper Dive Mode, ハイパーダイブモード?, Haipā Daibu Mōdo): la modalità più forte. Si vedono i loro veri occhi, che sostituiscono gli altri, e cambia la loro voce, che diventa simile a quella di una macchina. Nel gioco questa modalità vale come un Mixi Max e se un giocatore della Squadra Perfetta effettua il Mixi Trans, questo entrerà nella Modalità Hyperdrive, senza altri cambiamenti. Nella versione italiana il prefisso "Hyper" è pronunciato come l'italiano "Iper", ma è comunque scritto come in inglese nel titolo dell'episodio 38.

Tattica micidiale: Super Tattica AX5 [Fibre Ottiche] (Tactics AX5, タクティクスAX5?, Takutikusu ei-ekkusu-faibu):

Sei giocatori formano due gruppi di tre giocatori ciascuno e uno di questi sei tiene la palla, mentre altri due giocatori, che non fanno parte dei due gruppi, corrono dietro di loro in avanti; i sei giocatori si illuminano di energia blu e corrono a zig-zag formando una linea di rombi, e uno dei due giocatori dietro di loro prende la palla. Il vero nome di questa tattica, che è detto da una voce dopo che il giocatore ha detto l'altro nome, è Fibre Ottiche (Optical Fiber, オプティカルファイバー?, Oputikaru faibā).
Tutti i giocatori possono usare lo Spirito Guerriero:
- Mostro Artificiale Ombra di Plasma (Jinkō Keshin Plasma Shadow, 人工化身プラズマシャドウ?, Jinkō Keshin Purasuma Shadou, lett. "Keshin Artificiale Plasma Shadow"):

Uno Spirito Guerriero formato da dati rossi. È uno Spirito Guerriero artificiale creato da Schemer Guile. Tutti i giocatori sviluppano con esso l'Armatura. È disponibile in quattro versioni: una per gli attaccanti, una per i centrocampisti, una per i difensori e una per i portieri. Con questo Spirito Guerriero si possono usare le seguenti tecniche (la "K" nei nomi indica che sono tecniche con Keshin, cioè Spirito Guerriero), tutte apparse solo nel gioco:
- Shoot Command K08 [Shadow Leg] (シュートコマンドK08?, Shūto komando kei zero-eito):

Tecnica di tiro usata dagli attaccanti. Lo Spirito Guerriero carica elettricità rossa all'interno di un portale e da esso tira fuori un piede di energia che colpisce la palla e la spedisce in porta avvolta da un raggio rosso-nero. Il vero nome di questa tecnica, che è detto da una voce dopo che il giocatore ha detto l'altro nome, è Shadow Leg (シャドウレッグ?, Shadou reggu).
- Offense Command K08 [Shadow Sword] (オフェンスコマンドK08?, Ofensu komando kei zero-eito):

Tecnica di dribbling usata dai centrocampisti. Lo Spirito Guerriero carica elettricità rossa all'interno di un portale e da esso tira fuori una spada di energia che sbalza via l'avversario. Il vero nome di questa tecnica, che è detto da una voce dopo che il giocatore ha detto l'altro nome, è Shadow Sword (シャドウソード?, Shadou sōdo).
- Defense Command K08 [Shadow Guard] (ディフェンスコマンドK08?, Difensu komando kei zero-eito):

Tecnica difensiva usata dai difensori. Lo Spirito Guerriero carica elettricità rossa all'interno di un portale e da esso tira fuori uno scudo di energia che respinge l'avversario. Il vero nome di questa tecnica, che è detto da una voce dopo che il giocatore ha detto l'altro nome, è Shadow Guard (シャドウガード?, Shadou gādo).
- Keeper Command K08 [Shadow Hand] (キーパーコマンドK08?, Kīpā komando zero-eito):

Tecnica di parata usata dai portieri. Lo Spirito Guerriero carica elettricità rossa all'interno di un portale e da esso tira fuori una mano di energia che blocca la palla. Il vero nome di questa tecnica, che è detto da una voce dopo che il giocatore ha detto l'altro nome, è Shadow Hand (シャドウハンド?, Shadou hando).
Vee Wai, nome originale Rau Sem (ラウ・セム?, Rau Semu), portiere, numero 1

Doppiato da Akiko Kimura

Ha i capelli grigio scuro che gli coprono i lati della fronte lasciando uno spiraglio al centro e gli occhi rossi. Usa la tecnica:
- Comando di Porta 16 [Luna Crociata] (Keeper Command 16, キーパーコマンド16?, Kīpā komando shikkusuchīn):

Vee muove le braccia generando due raggi, uno orizzontale e uno verticale, che creano una barriera; dopodiché tira la mano destra indietro e poi la sposta in avanti ingrandendo la barriera che respinge via la palla. Il vero nome di questa tecnica, che è detto da una voce dopo che il giocatore ha detto l'altro nome, è Luna Crociata (Kogetsu Jūjishō, 弧月十字掌? lett. "Palmo incrociato della Luna solitaria").
Dee Vee, nome originale Bado Addo (バド・アッド?), difensore, numero 2

Ha i capelli grigi a spina e le pupille azzurre a forma di diamante. Usa la tecnica:
- Defense Command 21 [Muei Ranbu] (ディフェンスコマンド21?, Difensu komando tsuenchiwan) nel gioco / Comando di Difesa 14 [Acrobazia Robotica] (Defense Command 14, ディフェンスコマンド14?, Difensu komando fōchīn) nell'anime:

Usata in combinazione con Ayt e En. I tre giocatori girano intorno all'avversario, confondendolo e rubandogli la palla. Il vero nome di questa tecnica, che è detto da una voce dopo che il giocatore ha detto l'altro nome, è Acrobazia Robotica (Muei Ranbu, 無影乱舞? lett. "Danza vivace dell'ombra del nulla").
Ayt Bee, nome originale Rin Cool (リン・クール?, Rin Kūru), difensore, numero 3

Ha i capelli azzurro chiaro messi in un modo strano e gli occhi neri. Usa la tecnica Defense Command 21 [Muei Ranbu] (ディフェンスコマンド21?, Difensu komando tsuenchiwan, nome nel gioco) / Comando di Difesa 14 [Acrobazia Robotica] (Defense Command 14, ディフェンスコマンド14?, Difensu komando fōchīn, nome nell'anime) in combinazione con Dee e En.
En Sicks, nome originale Ma Donel (マ・ドネル?, Ma Doneru), difensore, numero 4

Ha i capelli marroni, le sopracciglia corte e gli occhi azzurri. Usa la tecnica Defense Command 21 [Muei Ranbu] (ディフェンスコマンド21?, Difensu komando tsuenchiwan, nome nel gioco) / Comando di Difesa 14 [Acrobazia Robotica] (Defense Command 14, ディフェンスコマンド14?, Difensu komando fōchīn, nome nell'anime) in combinazione con Dee e Ayt.
Wun Ell, nome originale Emi Uru (エミ・ウル?), centrocampista, numero 5

Ha i capelli verdi, le sopracciglia corte, gli occhi marroni e le occhiaie. Usa la tecnica:
- Offense Command 11 [Muei Sōha] (オフェンスコマンド11?, Ofensu komando irebun):

Usata in combinazione con Zed e Ar solo nel gioco. I tre giocatori corrono uno dietro l'altro, creando una scia lucente, colpendo l'avversario e facendolo sbalzare via; così proseguono. Il vero nome di questa tecnica, che è detto da una voce dopo che il giocatore ha detto l'altro nome, è Muei Sōha (無影走破? lett. "Corsa dell'ombra del nulla").
Zed Kyu, nome originale Fa Neel (ファ・ニール?, Fa Nīru), centrocampista, numero 6

Ha i capelli verdi con al centro una linea e gli occhi verde scuro.
Kay Zirro, nome originale Kei Rou (ケイ・ロウ?), centrocampista, numero 7

Ha i capelli neri riccioli e gli occhi rosa. Usa nel gioco la tecnica Offense Command 11 [Muei Sōha] (オフェンスコマンド11?, Ofensu komando irebun) in combinazione con Ar e Wun.
Cee Eff, nome originale Dai Road (ダイ・ロード?, Dai Rōdo), centrocampista, numero 8

Ha i capelli marrone chiaro a frangia, gli occhi neri e le occhiaie.
Ar Ecks, nome originale Rei Rukh (レイ・ルク?, Rei Ruku), centrocampista e capitano, numero 9

Doppiato in giapponese da Yutaka Kōno e in italiano da Andrea Rotolo

Ha gli occhi rettangolari con le pupille verdi a forma di diamante e i capelli grigi molto corti. Parla con voce suadente ma fredda allo stesso tempo. Usa nel gioco la tecnica Offense Command 11 [Muei Sōha] (オフェンスコマンド11?, Ofensu komando irebun) in combinazione con Wun e Kay.
Em Tee, nome originale Bull Rex (ブル・レクス?, Buru Rekusu), attaccante, numero 10

Doppiato da Hinako Sasaki

Ha i capelli grigio scuro e gli occhi marroni. Usa la tecnica:
- Comando di Tiro 20 [Doppia Frustata Planetaria] (Shoot Command 20, シュートコマンド20?, Shūto komando tsuenchi):

Usata con Ough. Dopo aver eseguito un paio di capriole, Em e Ough tirano la palla con una rovesciata, infiammandola e spedendola in porta. Il vero nome di questa tecnica, che è detto da una voce dopo che il giocatore ha detto l'altro nome, è Doppia Frustata Planetaria (Sōhi Yūseidan, 双飛遊星弾? lett. "Tiro aereo doppio planetario").
Ough Cee, nome originale Gra Fom (グラ·フォム?, Gura Fomu), attaccante, numero 11

Doppiato da Tōru Nara

Ha i capelli rosa chiaro e gli occhi rossi. Usa la tecnica Comando di Tiro 20 [Doppia Frustata Planetaria] (Shoot Command 20, シュートコマンド20?, Shūto komando tsuenchi) insieme a Em.
Jay Yuu, nome originale Nī Bell (ニー・ベル?), portiere, numero 12

Ha i capelli marrone chiaro. Compare solo nel gioco.
Faiv Ess, nome originale Zara Kusu (ザラ・クス?), difensore, numero 13

Ha i capelli bianchi color ghiaccio. Compare solo nel gioco.
Tu Eigh, nome originale Sei Sābo (セイ・サーボ?), centrocampista, numero 14

Ha i capelli biondi e gli occhi neri. Compare solo nel gioco.
Aye Nort, nome originale A Shimofu (ア・シモフ?), attaccante, numero 15

Ha i capelli bianchi ed un'espressione annoiata. Compare solo nel gioco.
Ji Tenn, nome originale Iru Meru (イル・メル?), attaccante, numero 16

Ha i capelli celesti. Compare solo nel gioco.

## Ragazzi ultraevoluti
I Ragazzi ultraevoluti (Second Stage Children,  セカンドステージ・チルドレン?, Sekando Sutēji Chirudoren) (chiamati anche solo come "gli Ultraevoluti") sono un gruppo composto da ragazzi che grazie ad un gene modificato hanno capacità fisiche e psichiche enormemente migliorate e quindi giocano eccelsamente a calcio. Ne fanno parte diverse squadre: Zan, Team Gir, Team Gar, Ululo lunare, i Nosfanatici, Figli della notte e Lagoon. Di queste, il Team Zan, il Team Ghir, il Team Gahr e la Lagoon compongono l'organizzazione New Gen (Fēda, フェーダ?), il cui capo è Simeon AYP, capitano della Lagoon. Facevano parte in passato di questa organizzazione anche Zanark Avalonic, Fei Rune e Aslei Rune come infiltrato con il nome di Benefattore X.

### Team Zan
Nome originale - ザン (Zan?)
La prima squadra del New Gen da affrontare nello Stadio Ragnarok (Ragnarok Stadium, ラグナロクスタジアム?, Ragunaroku sutajiamu). Nel gioco sconfigge l'El Dorado Team 1 per 13-3; nell'anime invece lo sconfigge per 5-1. Nel videogioco possiedono anche delle riserve, assenti nell'anime. Nella versione italiana dell'anime è stato mantenuto il nome originale della squadra.
Feduhm, nome originale Fadam (ファダム?, Fadamu), portiere, numero 1

Doppiato da Tōru Nara

Alto e grosso di stazza, ha i capelli celesti a forma di U. È un portiere fortissimo, tanto da parare la Katana Crisantemo di Victor senza usare tecniche. Usa:
- Spirito Guerriero: Atlanticus, Mostro degli Abissi (Shin'en no Agirausu, 深淵のアギラウス? lett. "Agirasu dell'Abisso"):

Uno Spirito Guerriero simile ad uno squalo.
- Super Vortice d'Acqua (Gigabyte Screw, ギガバイトスクリュー?, Gigabaito sukuryū):

Tecnica con Spirito Guerriero: Atlanticus, Mostro degli Abissi spara dalla sua bocca un grande vortice d'acqua che fa girare la palla intorno ad esso e la fa finire nelle fauci dello Spirito Guerriero.
Tsync, nome originale Sync (シンク?, Shinku), difensore, numero 2

Ha i capelli rosso-arancio e indossa ben due paia di occhialetti a lenti verdi.
Driss, nome originale Doris (ドリス?, Dorisu), difensore, numero 3

Indossa occhialetti a lenti gialle e ha i capelli color indaco.
Ludeau nome originale Rudo (ルード?, Rūdo), difensore, numero 4

Doppiato da Yūki Tai

Ha i capelli biondi simili alle corna ramose di un cervo e occhi senza pupille, uno dei quali è attraversato da una linea viola.
Dios, nome originale Deos (デオス?, Deosu), centrocampista, numero 5

Ha i capelli bianchi, la pelle scura e gli occhi marroni.
Grigham, nome originale Gigam (ギガム?, Gigamu), centrocampista, numero 6

Ha i capelli celesti e gli occhi dalle pupille gialle.
Zatang, nome originale Zatan (サタン?, Zatanu), centrocampista, numero 7

Ha i capelli bianchi, la pelle scura e gli occhi marroni con la sclera nera.
Rodh, nome originale Rodeo (ロデオ?), centrocampista, numero 8

Doppiato da Ayahi Takagaki

Ragazza con i capelli bianchi raccolti e una strana maschera schermata facciale che le copre la bocca. Usa:
- Spirito Guerriero: Signore dei Mari Poseidone (Kaiō Poseidon, 海王ポセイドン?):

Lo stesso Spirito Guerriero del capitano dell'Accademia Baia dei Pirati, Davy Jones.
- Arpione Silurante (Heavy Aqua Lance, ヘヴィアクアランス?, Hevi akua ransu):

Tecnica con Spirito Guerriero usata da Rodh nell'episodio 41. Rodh carica la sua mano sinistra di acqua e la sbatte al suolo. Dopo che ha tirato, la palla viene circondata dall'acqua e viene seguita dalla lancia scagliata da Poseidone.
Djibz, nome originale Jipusu  (ジブス?, Jipusu), centrocampista, numero 9

Doppiato da Takuya Eguchi

Ha i capelli fucsia che scendono in trecce. Usa la tecnica:
- Doppia Elica (Spring Arrow, スプリングアロー?, Supuringu arō):

I piedi di Djibz vengono circondati entrambi da una molla verde; dopo che ha accumulato energia in essi, Djibz salta, gira su se stesso, e la palla lascia una scia verde, quindi la tira, ed essa viene seguita da una scia verde a forma di molla.
Zanark Avalonic (ザナーク・アバロニク?, Zanāku Abaroniku), attaccante e capitano, numero 10
Garreau, nome originale Garo (ガロ?, Garo), centrocampista, numero 11

Doppiato da Kensuke Satō

Ha i capelli bianchi con una parte rossa, gli occhi rossi con la sclera nera e una strana acconciatura. Usa:
- Spirito Guerriero: Corvo dalle Ali Nere (Kuroki Tsubasa Raven, 黒き翼レイブン?, Kuroki tsubasa reibun):

Lo stesso Spirito Guerriero del capitano della Royal Academy in Inazuma Eleven GO, Rex Remington.
- Artigli della Furia (Raging Claw, レイジングクロウ?, Reijingu kurou):

Tecnica con Spirito Guerriero: Garreau salta e Corvo dalle Ali Nere vola intorno alla palla, che si avvolge in un'aura nero-azzurra, e lo Spirito Guerriero la colpisce con i suoi artigli in contemporanea con Garreau che la tira in porta.
Steiyah, nome originale Stia (スティア?, Sutia), portiere, numero 12

Ragazza dai capelli biondi lunghi e dagli occhi verdi.
Mhadoor, nome originale Madoru (マドル?), difensore, numero 13

Ha i capelli biondo chiaro lunghi e indossa occhiali arancioni.
Heyze, nome originale Heizu (ヘイズ?), centrocampista, numero 14

Ragazza dai capelli verde acqua con una treccia sulla schiena.
Kuhrach, nome originale Kuracchi (クラッチ?), centrocampista, numero 15

Ragazza con i capelli per metà bianchi e per metà arancioni. Compare solo nel gioco.
Torhm, nome originale Tōmu (トーム?), attaccante, numero 16

Ha i capelli bianchi che gli coprono l'occhio sinistro. Compare solo nel gioco.

### Team Ghir
Nome originale - Giru (ギル?)
La seconda squadra del New Gen da affrontare nello Stadio Ragnarok. Nonostante domini gran parte della partita, alla fine perde contro l'El Dorado Team 2 per 4-3. È la squadra del New Gen che possiede il maggior numero di giocatrici rispetto al Team Gahr, al Team Zan e alla Lagoon. Nel videogioco possiedono anche delle riserve, assenti nell'anime.
Bhufa, nome originale Bufuu (ブーフウBufuu?), portiere, numero 1

Doppiato da Ryō Iwasaki

È per metà umano e per metà robot. Nella parte umana ha i capelli rosa corti e l'occhio rosso. Usa la tecnica:
- Repulsione (Rejection, リジェクション?, Rijekushon):

Bhufa si volta e viene avvolto da energia nera che prende la forma di aghi, e uno di essi infilza la palla bloccandola.
Zohtan, nome originale Zotan (ゾタン?, Zotan), difensore, numero 2

Doppiato da Jun Konno

Ha i capelli blu e porta degli occhialini gialli.
Mustah, nome originale Mista (ミスタ?, Misuta), difensore, numero 3

Doppiato da Kensuke Satō

Ha i capelli blu con un pezzo bianco e gli occhi sottili.
Mohrir, nome originale Molly (モリーMori?), difensore, numero 4

Doppiata da Aoi Yūki

Ragazza con i capelli verdi con tre code e gli occhi neri. Usa nel gioco la tecnica:
- Magical Flower (マジカルフラワー?, Majikaru furawā):

Mohrir crea intorno all'avversario delle sfere di energia gialle che diventano dei fiori e gli fanno perdere la palla; esse lo portano in alto ed esplodono in fuochi d'artificio, quindi Mohrir prende la palla. La usa solo nel gioco
Ghimus, nome originale Gimusu (ギムス?, Gimusu), centrocampista, numero 5

Doppiato da Hirofumi Nojima

Ha i capelli grigi e bianchi e gli occhi marroni.
Tzeikh, nome originale Zeik (ゼイク?, Zeiku), centrocampista, numero 6

Doppiato da Mina

Ha i capelli blu e gli occhi rossi.
Miehd, nome originale Mido (ミド?), centrocampista, numero 7

Ragazzina con i capelli rosa e gli occhi neri.
Mehr, nome originale Meia (メイア?), centrocampista e capitano del Team Ghir e centrocampista della Lagoon, numero 8

Doppiata da Hinako Sasaki in italiano da Valentina Pallavicino

Ragazza con lunghi capelli fucsia tenuti in una fascia nera e occhi azzurri. È fidanzata con Ghiris. Nonostante sia innamorata di Ghiris non nasconde il suo lato arrogante e supponente. Usa:
- Spirito Guerriero: Anime Intrecciate degli Amanti ♀ (Jōnetsu no Lovers ♀, 情熱のラヴァーズ♀?, Jōnetsu no Rabāzu ♀, lett. "Amanti della Passione ♀"):

Uno Spirito Guerriero simile ad una cavallerizza. È di colore rosa.
- Spada del Cuore (Heart Rapier, ハートレイピア?, Hāto reipia):

Tecnica con Spirito Guerriero: Anime Intrecciate degli Amanti ♀ forma con la sua lancia un cuore rosa che viene incanalato nel pallone; dopodiché Mehr salta e lei e lo Spirito Guerriero colpiscono contemporaneamente la palla, che schizza in porta lasciando una scia rosa.
- Futuro Negativo (Dead Future, デッドフューチャー?, Deddo fyūchā):

Usata in combinazione con Ghiris. Mehr evoca intorno alla palla dei petali rosa, che in seguito si tolgono illuminando la palla di energia blu, quindi Ghiris salta e tira in porta e la palla lascia una scia blu. I due utilizzano il Futuro Negativo 2.0 (Dead Future G2) nella partita fra Lagoon e Chrono Storm, nell'episodio 48.
Ghiris, nome originale Giris (ギリス?, Girisu), centrocampista del Team Ghir e della Lagoon, numero 9

Doppiato da Takuya Eguchi

Ha i capelli biondo chiaro, gli occhi azzurri e gli occhiali. È fidanzato con Mehr e somiglia molto a Riccardo. Ha un carattere più tranquillo rispetto alla sua fidanzata Mehr ed è solito omaggiarla con frasi romantiche che la fanno arrossire. Usa:
- Spirito Guerriero: Anime Intrecciate degli Amanti ♂ (Jōnetsu no Lovers ♂, 情熱のラヴァーズ♂?, Jōnetsu no Rabāzu ♂, lett. "Amanti della Passione ♂"):

Uno Spirito Guerriero simile a un cavaliere. È di colore blu.
- Spada del Cuore (Heart Rapier, ハートレイピア?, Hāto reipia):

Tecnica con Spirito Guerriero: Anime Intrecciate degli Amanti ♂ forma con la sua lancia un cuore blu che viene incanalato nel pallone; dopodiché Ghiris salta e lui e lo Spirito Guerriero colpiscono contemporaneamente la palla, che schizza in porta lasciando una scia blu. Ghiris la usa solo nel gioco.
- Futuro Negativo (Dead Future, デッドフューチャー?, Deddo fyūchā):

Usata in combinazione con Mehr.
Chell, nome originale Chel (チェルCheru?), attaccante, numero 10

Doppiato da Ayahi Takagaki

Ha i capelli azzurri che quasi gli coprono l'occhio sinistro e gli occhi neri. Usa nel gioco:
- Spirito Guerriero: Baihu, guerriero dell'ovest (疾風の白虎?, Hayate no Byakko, lett. "Byakko dell'Uragano"):

Uno Spirito Guerriero simile al Licaone Lupo Dannato di Gamma.
- Shippuujinrai (シップウジンライ? lett. "Velocità del Fulmine")

Tecnica con Spirito Guerriero: Chell sale su Baihu che si trasforma in un tornado avvolto da elettricità e si muove a zig-zag lasciando una scia a forma di fulmine e superando l'avversario, fulminandolo.
Zetoh, nome originale Zatto (ザットZatto?), attaccante, numero 11

Doppiato da Takashi Ōhara

Ha i capelli bianchi tenuti con una fascia nera, la pelle scura e gli occhi marroni.
Enimaux, nome originale Enimo (エニモ?), portiere, numero 12

Bassa di statura, ha i capelli bianchi che le scendono sulle spalle in trecce e con due ciuffi sulla testa. Compare solo nel gioco.
Darehn, nome originale Dorēnu (ドレーヌ?), difensore, numero 13

Ragazza dai capelli biondi con un ciuffo sull'occhio sinistro. Compare solo nel gioco.
Mabhi, nome originale Mabi (マビ?), centrocampista, numero 14

Ha i capelli bianchi e gli occhi azzurri. Compare solo nel gioco.
Nahrje, nome originale Nāje (ナージェ?), centrocampista, numero 15

Ragazza dai capelli corti biondo chiaro e dagli occhi lilla. Compare solo nel gioco.
Veneth, nome originale Veneto (ヴェネト?), attaccante, numero 16

Ha i capelli bianchi lunghi, gli occhi chiusi e la carnagione scura. Compare solo nel gioco.

### Team Gahr
Nome originale - Garu (ガル?)
La terza squadra del New Gen da affrontare nello Stadio Ragnarok, dove pareggia per 2-2 con l'El Dorado Team 3. La maglia della squadra è di colore rosso (blu per il portiere), ma Fei, a differenza di tutti gli altri, ne indossa una versione arancione. Nel videogioco possiedono anche delle riserve, assenti nell'anime ad eccezione di Mahrsa.
Chitoh, nome originale Chet (チェット?, Chetto), portiere, numero 1

Doppiato da Hirofumi Nojima

Ha lunghi capelli biondi, occhi lilla e sembra una ragazza anche se in realtà è un maschio. Usa:
- Spirito Guerriero: Amorette, Schianto dalle Cinque Code (Hakubishin Tamazusa, 白尾神クマズサ? lett. "Dio dalla Coda Bianca Tamazusa"):

Uno Spirito Guerriero con capelli rosa, il seno prosperoso, il viso e le orecchie da gatto, delle code che gli spuntano dietro i capelli e dei pupazzetti di carta bianchi e neri intorno.
- Sagome Difensive (Shikigami Lines, シキガミラインズ?, Shikigami rainzu, lett. "Linee dei Tappetini di Carta"):

Tecnica con Spirito Guerriero: Chitoh batte le mani e Amorette, Schianto dalle Cinque Code mette i pupazzetti di carta sulla traiettoria della palla, bloccandola e facendola prendere da Chitoh.
Kazach, nome originale Kazuchi (カズチ?), difensore, numero 2

Doppiato da Hiroyuki Yoshino

Robusto, ha i capelli bianchi e gli occhi quasi chiusi.
Gumille, nome originale Guumi (グゥミ?), difensore, numero 3

Ragazza con capelli violetto che le coprono l'occhio destro e gli occhi azzurri. Indossa degli occhialini.
Fumh, nome originale Fumīta (フミータ?), difensore, numero 4

Doppiato da Yū Kobayashi

Di statura grossa, ha i capelli bianchi e gli occhi verdi. Indossa degli occhialini.
Yurkeh, nome originale Yokka (ヨッカ?), centrocampista, numero 5

Doppiato da Yutaka Kōno

Ha i capelli e gli occhi azzurri.
Rokah, nome originale Roko (ローコRoko?), centrocampista, numero 6

Doppiato da Aoi Yūki

Ha lunghi capelli biondi e occhi neri.
Pinoh, nome originale Pino (ピノ?, Pino), centrocampista, numero 7

Doppiato da Hinako Sasaki

Ha i capelli rosa che a destra sono a forma di corno e gli occhi neri.
Tahk, nome originale Takuji (タクジTakuji?), centrocampista, numero 8

Ha i capelli arancioni e gli occhi grigi.
Fei Rune (フェイ・ルーン?, Fei Rūn), centrocampista e capitano, numero 9
Dekih, nome originale Deck (デッキDekki?), attaccante, numero 10

Doppiato da Yurin

Ha i capelli bianchi e viola e gli occhi blu. Usa nel gioco:
- Spirito Guerriero: Shōrai no Seiryū (招雷の青竜? lett. "Seiryū dell'Invocazione del Fulmine"):

Uno Spirito Guerriero simile a Sōten no Hasha Gyokuryū di Zhuge Liang. Seiryū (青竜?) è scritto con gli ideogrammi di "drago blu".
- Tempest (テンペスト?, Tenpesuto):

Tecnica con Spirito Guerriero: Seiryū ruggisce e scatena dei fulmini che colpiscono l'avversario dando a Dekih la possibilità di evitarlo.
Yuh, nome originale Yuuchi (ユウチYuuchi?), attaccante, numero 11

Doppiato da Yutaka Kōno

Ha i capelli bianchi e gli occhi rosa. Usa:
- Spirito Guerriero: Chione, Regina delle Nevi (Gōsetsu no Saia, 豪雪のサイア? lett. "Saia della Tempesta di Neve"):

È lo stesso Spirito Guerriero di Njord Snio della Alpine Jr. High.
- Proiettile Glaciale (Icicle Road, アイシクルロード?, Aishikuru rōdo):

Tecnica con Spirito Guerriero: mentre Yuh tira la palla, Chione, Regina delle Nevi sbatte il suo scettro per terra. La palla viene ricoperta di ghiaccio e lascia una scia, anch'essa di ghiaccio.
- Esche Ingannevoli (Decoy Release, デコイ･リリース?, Dekoi rirīsu):

Tecnica usata nell'episodio 45. Yuh schiocca le dita generando dei cloni di se stesso con i dati che danno all'avversario l'impressione di travolgerlo e che scompaiono dopo che Yuh lo ha evitato.
Bhabass, nome originale Babaasu (ババースBabasu?), portiere, numero 12

Ha i capelli biondi di cui un ciuffo gli copre il naso. Compare solo nel gioco.
Sheenai, nome originale Shigettsu (シーゲッツ?), difensore, numero 13

Strana ragazza di bassa statura, dai capelli bianchi con enormi trecce e dagli occhi con la sclera arancione senza pupille. Compare solo nel gioco.
Tessell, nome originale Terau (テラウ?), centrocampista, numero 14

Ha i capelli bianchi e lilla. Compare solo nel gioco.
Chikka (チッカ?), centrocampista, numero 15

Ragazza dai capelli bianchi cespugliosi con una macchia arancione sul naso. Compare solo nel gioco.
Mahrsa, nome originale Masura (マスラ?), attaccante, numero 16

Ha i capelli verde chiaro mossi e gli occhi dalle pupille gialle. Compare nel gioco come riserva e nell'anime in un flashback nell'episodio 41.

### Ululo Lunare
Nome originale - Tsukigami no Ichizoku (ツキガミの一族?)
Una squadra affrontabile solo nella versione Fiamma del gioco; non compare nell'anime. I suoi membri assomigliano a bestie. Il nome significa "Famiglia del Dio della Luna". Otto giocatori di questa squadra fanno parte dei Figli della notte.
Lee Canthrup, nome originale Jyogu (ジョーグJyogu?), portiere, numero 1

Ha lunghi capelli blu chiaro che si mischiano con le sopracciglia e gli occhi gialli ognuno con una sclera diversa: quello destro ha la sclera bianca e quello sinistro la sclera nera. Usa:
- Spirito Guerriero: Korokoro, Poderoso Dragone (Ryūjin Korogaon, 龍神コロガオン? lett. "Dio Drago Koroagon"):

Uno Spirito Guerriero rosso alato con due grosse chele.
- Sfera di Porpora (Crimson Sphere, クリムゾンスフィア?, Kurimuzon sufia):

Tecnica con Spirito Guerriero: Korokoro, Poderoso Dragone crea intorno alla porta una barriera rossa che blocca la palla e la fa finire sulla mano di Lee.
Gerald Fuss, nome originale Luda (ルーダ?, Rūda), difensore, numero 2

Ha i capelli rosso chiaro e gli occhi viola con la sclera nera. Usa:
- Spirito Guerriero: Kukulkan, serpente piumato (古代神ククルカン? lett. "Dio dell'Antichità Kukurukan"):

Uno Spirito Guerriero con grandi ali verdi-arancioni.
- Tenkū no Mai (天空の舞? lett. "Danza del Cielo"):

Tecnica con Spirito Guerriero: Kukulkan sbatte le ali ricoprendo l'avversario di piume e facendolo sbalzare via.
Kym Errer, nome originale Chimera (キメラ?, Kimera), difensore, numero 3

Ha i capelli marroni a forma di coda di cavallo e bianchi a forma di orecchie di lupo e gli occhi viola.
Hunter O'Mann, nome originale Jaeger (イエーガ?, Iēga), centrocampista, numero 4

Ha i capelli verde chiaro e bianchi, la pelle scura, gli occhi bianchi con la sclera nera e una maschera sulla bocca.
Monia Selene, nome originale Ananshi (アナンシ?), centrocampista, numero 5

Ha i capelli rosa e gli occhi rossi.
Lou Garrou, nome originale Mino Tauros (ミノ·タウロス?, Mino Taurosu), centrocampista, numero 6

Ha i capelli grigi e neri a forma di orecchie di volpe e gli occhi neri. È di corporatura grossa.
Al Woo, nome originale Nagun (ナグン?), centrocampista, numero 7

Ha i capelli blu con due grossi anelli attaccati ad essi, la pelle scura e gli occhi marroni.
Sylvester Bullet, nome originale Silva (シルバ?, Shiruba), centrocampista, numero 8

Ha lunghi capelli bianchi a forma di coda che gli coprono l'occhio destro e in alto a forma di piccole orecchie. Ha occhi neri e segni viola sulla faccia.
Terri Ann Thrope, nome originale Somuni (ソムニ?), attaccante, numero 9

Ha i capelli lilla cespugliosi che gli coprono l'occhio sinistro e gli occhi gialli.
Wolfram Vulpeen, nome originale Garshaa Wolfein (ガルシャア・ウルフェイン?, Garushaa Urufein), attaccante e capitano, numero 10

Doppiato da Tomokazu Seki e in italiano da Omar Maestroni

Ha lunghi capelli rosa-arancioni spinosi, gli occhi verdi-blu e la pelle abbronzata. È di corporatura muscolosa ed ha l'abitudine di ringhiare come un lupo quando ride. Appare anche nell'anime, nell'episodio 40. Usa:
- Spirito Guerriero: Fenrir, Belva Infuocata (地獄の業炎イグニ? lett. "Fiamma del Karma dell'Inferno Iguni"):

Uno Spirito Guerriero simile ad un lupo con sei spade infuocate sulla schiena. Wolfram sviluppa con esso l'Armatura. Il copricapo della modalità Armatura ha il simbolo dell'ululo lunare.
- Artigli Infuocati (バーニングエッジ?, Bāningu ejji):

Tecnica con Spirito Guerriero: Fenrir carica di fuoco le spade sulla sua schiena e graffia il terreno con gli artigli infuocati e con essi colpisce l'avversario, sbalzandolo via, e Wolfram lo supera.
- Ululo del Licantropo (ビーストロード?, Bīsuto rōdo):

Wolfram lancia la palla in aria, salta e tira la palla col tallone del piede destro; essa si dirige in porta avvolta da energia rosso-arancione.
- ‘’Cerchio dell’Oblio” (オールデリート?, Oru Derīto):

Wolfram avvolge l’avversario in energia viola, facendolo sparire, e dopo aver schioccato le dita lo fa riapparire dietro di lui. 
- Notturno (ザ・モンスターズ?, Za monsutāzu):

Usata in combinazione con Desmodus Drakul nei Figli della notte. Questa tecnica sembra l'unione delle tecniche Ululo del licantropo e  Morso del Pipistrello. Wolfram e Desmodus vengono avvolti da pipistrelli e scompaiono per poi riapparire a mezz'aria, dove calciano la palla che si carica si energia azzurra e si dirige in porta accompagnata da un lupo e da pipistrelli, che si trasformano in energia rosso-nera che avvolge la palla.
- Mixi Max:

Wolfram fonde la sua aura con quella del Gene L (Ｇいでんし?, G Idenshi), che è appunto un gene. I suoi capelli diventano più lunghi, gli occhi grigi e il suo aspetto diventa simile a quello di un lupo mannaro. La sua trasformazione è collegata al cognome originale Wolfein e al nome europeo Wolfram, che assomigliano alla parola inglese wolf che vuol dire "lupo".
- Palla di Fuoco (Atomic Flare, アトミックフレア?, Atomikku furea):

Usata con l'aura del Gene L. Wolfram vola sulla superficie solare e tira la palla, che viene avvolta dalle fiamme. La tecnica era già stata usata nel secondo gioco da Claude Beacons/Torch.
Luke Kayon, nome originale Sajīto (サジート?), attaccante, numero 11

Ha lunghi capelli bianchi a forma di coda e occhi viola. Usa:
- Spirito Guerriero: Asura, Cacciatore di Gloria (獄炎のアシュラ? lett. "Ashura della Fiamma della Prigione"):

Uno Spirito Guerriero con tre volti.
- Fiamme Volanti (Hōō Rekka, 鳳凰烈火? lett. "Fuoco Divampante della Fenice"):

Tecnica con Spirito Guerriero: Luke salta infiammando il piede sinistro e creando una scia di fuoco; dopodiché lo Spirito Guerriero appare e, dopo che ha unito le mani, Luke tira la palla che si infiamma e si trasforma in una fenice di fuoco che si dirige in porta.

### Nosfanatici
Nome originale - Vamptym (ヴァンプティム?, Vanpu Timu)
Una squadra affrontabile solo nella versione Tuono del gioco; non compare nell'anime. I suoi membri assomigliano a mostri e vampiri. Otto giocatori di questa squadra fanno parte dei Figli della Notte.
Vince Sizor, nome originale Frango (フランゴ?, Furango), portiere, numero 1

Ha i capelli grigi che in alto sono a forma di sfera con al centro un chiodo, la pelle scura e un fazzoletto rosso che gli copre la bocca e gli occhi verdi. Usa:
- Spirito Guerriero: Demogorgone, Duca della Distruzione (Maō Gyrase, 魔王ギラーゼ?, Maō Girāze, lett. "Diavolo Gyrase"):

Uno Spirito Guerriero viola muscoloso con lunghi capelli rossi.
- Pugno Maligno (Hell's Fist, ヘルズフィスト?, Heruzu fisuto):

Tecnica con Spirito Guerriero: Demogorgone, Duca della Distruzione dà un forte pugno alla palla avvolgendola in energia oscura e respingendola via.
Ron Innwater, nome originale Jinku (ジンク?), difensore, numero 2

Ha i capelli grigi con due treccine laterali e gli occhi rossi con delle linee nere e la pelle scura. Usa:
- Spirito Guerriero: Raiden, portatore di tempeste (霊帝ライドウ?, Reitei Raidou , lett. "Imperatore dell'Anima Raidou"):

Uno Spirito Guerriero muscoloso con una barba bianca.
- Seiken Kikkō Nami (正拳亀甲波? lett. "Onda del Guscio di Tartaruga del Pugno Virtuoso"):

Tecnica con Spirito Guerriero: Raiden crea un guscio verde e Ron e lo Spirito Guerriero gli danno un pugno spedendo il guscio sull'avversario e rubando la palla.
Holly Waters, nome originale Masques (マスケス?, Masukesu), difensore, numero 3

Grossa ragazza dai capelli fucsia e gli occhi verdi.
Turner Fogg, nome originale Porto (ポルト?, Poruto), difensore, numero 4

È pelato ed ha la pelle bianca e gli occhi neri con dei contorni neri. Somiglia ad un mimo.
Sid Viper, nome originale Snaker (スネーカー?, Sunēkā), centrocampista, numero 5

Ha gli occhi rossi e i capelli biondi a caschetto.
Dave Walker, nome originale Chroma (クローマ?, Kurōma), centrocampista, numero 6

Ha i capelli blu chiari disordinati, che gli coprono gli occhi lasciando intravedere l'occhio sinistro, e la pelle scura.
Porphyria Filia, nome originale Berea (ベリア?), centrocampista, numero 7

Ragazza con gli occhi viola molto simile a Desmodus, con la differenza che i suoi capelli sono viola e si intrecciano all'altezza del mento.
Hugh Mumford, nome originale Miira (ミーラ?, Mīra), centrocampista, numero 8

Ha i capelli bianchi, gli occhi coperti da bende e la pelle scura.
Desmodus Drakul, nome originale Vanfeny Vamp (ヴァンフェニー・ヴァンプ?, Vanfenī Vanpu), centrocampista e capitano, numero 9

Doppiato da Akira Sasanuma

Ha i capelli grigio-verdi che gli coprono l'occhio destro, gli occhi verde chiaro che tendono a essere argentati, e la pelle pallida. Appare anche nell'episodio 40 dell'anime. Usa:
- Spirito Guerriero Glenr, Araldo del Sole Notturno (白夜の閃光ライメーザ? lett. "Bagliore della Notte Artica Raimēza"):

Uno Spirito Guerriero simile ad un vampiro avvolto da tre pipistrelli. Desmodus sviluppa con esso l'Armatura. Il copricapo della modalità Armatura ha il simbolo dei Nosfanatici.
- Demon's Bolt (デモンズボルト?, Demonzu boruto):

Tecnica con Spirito Guerriero: Glenr blocca l'avversario con i suoi pipistrelli, li carica di elettricità e li spedisce su di lui, fulminandolo, e Desmodus lo supera.
- Morso del Pipistrello (ヴァンパイアロード?, Vanpaia rōdo):

Desmodus viene avvolto da pipistrelli e scompare per poi riapparire a mezz'aria dove la palla si carica di energia color rosso-sangue; dopodiché, Desmodus la tira ed essa si dirige in porta accompagnata da pipistrelli.
- Notturno (ザ・モンスターズ?, Za monsutāzu):

Usata in combinazione con Wolfram Vulpeen nei Figli della notte. Questa tecnica sembra l'unione delle tecniche Ululo del licantropo e Morso del Pipistrello. Wolfram e Desmodus vengono avvolti da pipistrelli e scompaiono per poi riapparire a mezz'aria, dove calciano la palla che si carica si energia azzurra e si dirige in porta accompagnata da un lupo e da pipistrelli, che si trasformano in energia rosso-nera che avvolge la palla.
- Mixi Max:

Desmodus fonde la sua aura con quella del Gene V (Ｖいでんし?, V Idenshi), che è appunto un gene. I suoi occhi diventano rossi con una cicatrice rossa intorno ad entrambi, e anche le punte dei capelli diventano rosse; queste caratteristiche fanno assomigliare il suo aspetto a quello di un vampiro. La sua trasformazione è collegata al suo aspetto originario, che lo faceva già assomigliare ad un vampiro.
- Colpo Supremo (God Knows, ゴッドノウズ?, Goddo nouzu):

Usata con l'aura del Gene V. Dalla schiena di Desmodus escono delle ali, che usa per alzarsi fino alla palla che inizia a risplendere. A questo punto Desmodus calcia la palla, che si scaraventa in porta con ferocia.
Woodrow Stake, nome originale Vlad (ブラド?, Burado), attaccante, numero 10

Ha i capelli grigi chiari che gli coprono l'occhio destro e gli occhi grigi scuri.
Nora Flexion, nome originale Melfe (メルフェ?, Merufe), attaccante, numero 11

Ragazza dai capelli giallo chiaro, in alto a forma di orecchie di pipistrello e in parte coperti da una fascia bianca nera e gli occhi verdi. Usa:
- Spirito Guerriero: Argentia, regina splendida (白銀の女王ゲルダ? lett. "Regina della Neve Geruda"):

Uno Spirito Guerriero simile a Chione, Regina delle Nevi di Njord Snio della Alpine Jr. High e di Yuh del Team Gahr.
- Proiettile Glaciale (Icicle Road, アイシクルロード?, Aishikuru rōdo):

Tecnica con Spirito Guerriero: mentre Nora tira la palla, Argentia sbatte il suo scettro per terra. La palla viene ricoperta di ghiaccio e lascia una scia, anch'essa di ghiaccio.

### Figli della Notte
Nome originale - The Excellar (ジ・エグゼラー?, Ji Eguzerā)
Squadra che appare se si collegano tra loro le versioni Fiamma e Tuono del gioco; non compare nell'anime. Comprende otto giocatori dell'Ululo lunare e otto dei Nosfanatici.

È allenata da "Avo" (グランドファーザー?, Gurandofāzā, in inglese "nonno"), che ricomparirà in Inazuma Eleven GO Galaxy come allenatore dell'Inazuma Japan, con il nome di Astero Black. Lo si vede parlare con il suo assistente Ptumri, e anch'egli ricomparirà in Galaxy. Avo parla con Wolfram Vulpeen e Desmodus Drakul dicendo di essere stato riportato in vita per svolgere una missione e che loro due non hanno la forza necessaria per parteciparci. Dice anche che il suo ultimo compito come allenatore sarà trovare e allenare una squadra abbastanza forte da riuscire a salvare il pianeta. Tuttavia, questa "missione" non è stata spiegata, ma lo sarà in Galaxy, in cui si scoprirà anche che lui non è altro che Ray Dark.
I giocatori dell'Ululo lunare sono indicati con "UL", quelli dei Nosfanatici con "NF".
Lee Canthrup, nome originale Jyogu (ジョーグ?), portiere, numero 1 (UL)
Gerald Fuss, nome originale Luda (ルーダ?, Rūda), difensore, numero 2 (UL)
Holly Waters, nome originale Masques (マスケス?, Masukesu), difensore, numero 3 (NF)
Ron Innwater, nome originale Jinku (ジンク?), difensore, numero 4 (NF)
Kym Errer, nome originale Chimera (キメラ?, Kimera), difensore, numero 5 (UL)
Terri Ann Thrope, nome originale Somuni (ソムニ?), centrocampista, numero 6 (UL)
Dave Walker, nome originale Chroma (クローマ?, Kurōma), centrocampista, numero 7 (NF)
Luke Kayon, nome originale Sajīto (サジート?), attaccante, numero 8 (UL)
Desmodus Drakul, nome originale Vanfeny Vamp (ヴァンフェニー・ヴァンプ?, Vanfenī Vanpu), centrocampista e capitano, numero 9 (NF)
Wolfram Vulpeen, nome originale Garshaa Wolfein (ガルシャア・ウルフェイン?, Garushaa Urufein), attaccante, numero 10 (UL)
Nora Flexion, nome originale Melfe (メルフェ?, Merufe), attaccante, numero 11 (NF)
Vince Sizor, nome originale Frango (フランゴ?, Furango), portiere, numero 12 (NF)
Hunter O'Mann, nome originale Jaeger (イエーガ?, Iēga), difensore, numero 13 (UL)
Turner Fogg, nome originale Porto (ポルト?, Poruto), difensore, numero 14 (NF)
Monia Selene, nome originale Ananshi (アナンシ?), centrocampista, numero 15 (UL)
Woodrow Stake, nome originale Vlad (ブラド?, Burado), attaccante, numero 16 (NF)

### Lagoon
Nome originale - The Lagoon (ザ・ラグーン?, Za Ragūn)
L'ultima squadra affrontabile nel gioco. Fa parte del New Gen. La maglia della squadra è di colore verde chiaro (viola per il portiere) mentre Simeon, il capitano, ne indossa una versione arancione a differenza di tutti gli altri. Nello Stadio Ragnarok è sconfitta dalla Chrono Storm per 5-4. Nel videogioco possiedono anche delle riserve, assenti nell'anime.
Tattica Micidiale: Tumbling March (タンブリングマーチ?, Tanburingu māchi)

Cinque giocatori eseguono delle capriole travolgendo l'avversario ed evitandolo. Questa tattica appare solo nel gioco.
Hippos Kohlt, nome originale Horse (ホスHosu?), portiere, numero 1

Doppiato da Yūki Tai

Ha i capelli bianchi, gli occhi neri e la pelle scura. Usa:
- Spirito Guerriero: Arges, Ciclope Supremo (Fumetsu no Gokuchou Okurotto, 不滅の獄長オクロット?, Fumetsu no Gokuchō Okurotto, lett. "Capo della Prigione Immortale Okurotto"):

Uno Spirito Guerriero blu con un occhio rosso sulla fronte ed un'armatura con due lunghi corni. Hippos lo usa solo nel gioco.
- Pugno Maligno (Hell's Fist, ヘルズフィスト?, Heruzu fisuto):

Tecnica con Spirito Guerriero: Arges dà un forte pugno alla palla avvolgendola in energia oscura e respingendola via.
- Parata Negativa (Reverse World, リバースワールド?, Ribāsu wārudo):

Tecnica usata nell'episodio 48, durante la partita contro la Chrono Storm. Hippos alza il braccio sinistro generando un'onda di energia che, trasformando i colori in bianco e nero, respinge il tiro. Durante la stessa partita la evolve nella Ultra Parata Negativa (Zetsu Reverse World).
Anas Eidah, nome originale Duck (ダクDaku?), difensore, numero 2

Doppiato da Tōru Nara

Grosso di statura, ha i capelli celesti che gli scendono sulla schiena in trecce e gli occhi rossi. Segna un gol nella partita tra la sua squadra e la Chrono Storm. Usa le tecniche:
- Doppia Elica (Spring Arrow, スプリングアロー?, Supuringu arō):

Tecnica apparsa nell'episodio 48, già usata da Djibz del Team Zan. I piedi di Anas vengono circondati entrambi da una molla verde; dopo che ha accumulato energia in essi, Anas salta, gira su se stesso, e la palla lascia una scia verde, quindi la tira, ed essa viene seguita da una scia verde a forma di molla.
- Campo Minato (Grand Sweeper, グランドスイーパー?, Gurando suīpā):

Tecnica apparsa nell'episodio 49. Anas genera delle sfere di energia che circondano l'avversario ed esplodono, permettendogli così di prendere la palla.
Djung Hamstah, nome originale Hamusu (ハムス?), difensore, numero 3

Ha i capelli bianchi, la pelle scura e gli occhi marroni. Usa:
- Spirito Guerriero: Tenebro, Cecchino delle Tenebre (Hakai Shin Deathroth, 破壊神デスロス?, Hakai shin Desurosu, lett. "Dio della Distruzione Deathroth"):

Uno Spirito Guerriero alato con due pistole. Djung lo usa solo nel gioco.
- Attacco Totale (Hakai Danmaku, 破壊弾幕? lett. "Sbarramento della Distruzione"):

Tecnica con Spirito Guerriero: Tenebro, Cecchino delle Tenebre spara dei proiettili energetici che esplodono vicino all'avversario e lo sbalzano via.
- Campo Minato (Grand Sweeper, グランドスイーパー?, Gurando suīpā):

Djung usa questa tecnica solo nel gioco.
Ewa Mouton, nome originale Sheep (シープ?, Shīpu), difensore, numero 4

Ha i capelli rosa raccolti in due grossi codini e gli occhi appuntiti.
Sus Swihn, nome originale Pig (ピク?), centrocampista, numero 5

Doppiato da Hirofumi Nojima

Ha i capelli azzurri e gli occhi marroni. Usa nel gioco la tecnica:
- Occhio del Ciclone (Storm Zone, ストームゾーンStorm zone?, Sutōmu zōn):

Sus genera un forte vento che fa balzare via l'avversario; il vento crea intorno a lui un piccolo cratere.
Katya Felis, nome originale Nike (ニケ?), centrocampista, numero 6

Doppiata da Haruka Tomatsu

Una ragazza con lunghi capelli arancioni e occhi neri. Usa anche lei nel gioco la tecnica Occhio del ciclone (Storm Zone, ストームゾーン?, Sutōmu zōn).
Macah Psitta, nome originale Om (オム?, Omu), centrocampista, numero 7

Doppiato da Mina

Ha i capelli bianchi e la pelle scura. Usa anche lui nel gioco la tecnica Occhio del ciclone (Storm Zone, ストームゾーン?, Sutōmu zōn).
Mehr, nome originale Meia (メイア?), centrocampista e capitano del Team Ghir e centrocampista della Lagoon, numero 8
Ghiris (ギリス?, Girisu), centrocampista del Team Ghir e della Lagoon, numero 9
Simeon AYP, nome originale Saryū Evan (サリュー・エヴァン,? nome in codice: SARU), attaccante e capitano, numero 10

Doppiato in giapponese da Nobuhiko Okamoto e in italiano da Massimo Falanga

Ha i capelli bianchi e gli occhi viola-neri e porta degli occhialini. È il capo del New Gen. Ha il viso identico a quello di Arion, eccezion fatta per gli occhi, color violetto scuro anziché ceruleo. Usa:
- Spirito Guerriero: Evera, Spirito Selvatico (Chū Majin Evarth, 超魔神エヴァース?, Chū majin Evāsu, lett. "Super Diavolo Evarth"):

Spirito Guerriero apparso per la prima volta nell'episodio 49. Esso è simile ad un gorilla muscoloso ed ha un lungo pelo bianco con due corna blu e rosse e la pelle blu. Simeon sviluppa con esso la modalità Armatura. Simeon è il secondo personaggio nella serie, dopo Fei Rune, ad usare il Mixi Max combinato con la modalità Armatura del suo Spirito Guerriero.
- Schianto Distruttore (Mortal Smash, モータルスマッシュ?, Mōtaru sumasshu):

Tecnica con Spirito Guerriero usata solo nel gioco: Evera, Spirito Selvatico carica la mano destra di elettricità; dopodiché Simeon salta e tira la palla con le suole dei piedi e lo Spirito Guerriero la colpisce contemporaneamente con la mano destra, quindi la palla si dirige in porta carica di elettricità.
- Cannonata di Frammenti (Shellbit Burst, シェルビットバースト?, Sherubitto bāsuto):

Tecnica apparsa nell'episodio 48, nella sfida finale contro la Chrono Storm. Simeon crea sette pannelli verdi e tira la palla, che colpisce il pannello al centro, e in seguito ogni pannello spara un raggio.
- Mixi Max:

Simeon fonde la sua aura con quella del Gene UE (S Idenshi, Ｓいでんし?), che è appunto il gene Ultra Evoluto. La sua pelle diventa più scura e il suo aspetto diventa simile a quello di un gorilla. La sua trasformazione è collegata al suo nome in codice giapponese in quanto saru (猿?) in giapponese significa "scimmia", così come nella versione occidentale "AYP" suona simile alla parola inglese "ape", "primate".
- Tripla Minaccia (Evolution, エボリューション?, Eboryūshon):

Usata solo nel gioco con l'aura del Gene UE. Due giocatori saltano e colpiscono il pallone con il tallone e Simeon colpisce la palla a sua volta, scaraventandola in porta con grande potenza e violenza. Simeon evolve la tecnica nella Evoluzione GX (エボリューションGX?, Eboryūshon jī-ekkusu). La tecnica era comparsa nel gioco Inazuma Eleven GO e nel film Gekijōban Inazuma Eleven GO - Kyūkyoku no kizuna Gryphon, utilizzata da Arion, Riccardo e Victor.
Kyon Canis, nome originale Imusu (イムス?), attaccante, numero 11

Doppiato da Kensuke Satō

Ha lunghi capelli celeste ghiaccio e occhi dello stesso colore. Usa nel gioco:
- Spirito Guerriero: Khmet, Generale Leonino (Shishiou Arius, 獅子王アリオス?, Shishi Ō Ariosu, lett. "Re Leone Arios"):

Uno Spirito Guerriero con artigli affilati e dall'aspetto simile a quello di un leone.
- Graffio Letale (Scratch Raid, スクラッチレイド?, Sukuracchi reido):

Tecnica con Spirito Guerriero: Leone, Re delle Bestie graffia il terreno con i suoi artigli generando un'onda d'urto gialla che colpisce l'avversario e lo fa balzare via, permettendo ad Kyon di evitarlo.
Siid Sinapis, nome originale Woods (ウッズ?, Uzzu), portiere, numero 12

Ha i capelli rosa che gli scendono in trecce sulle spalle. Compare solo nel gioco.
Pelta Chincha, nome originale Peko (ペコ?), difensore, numero 13

Piccola di statura, ha i capelli bianchi a caschetto ed indossa gli occhiali. Compare solo nel gioco.
Folie Vora, nome originale Fetta (フェッタ?), centrocampista, numero 14

Una ragazza dalla carnagione scura, con i capelli bianchi e gli occhi lilla. Compare solo nel gioco.
Lieva Snoshu, nome originale Arika (アリカ?), centrocampista, numero 15

Ragazza dai capelli biondi pettinati in grossi boccoli e occhi azzurri. Compare solo nel gioco.
Russo Rosmarus, nome originale Demegu (デメグ?), attaccante, numero 16

Grosso di statura, ha i capelli corti bianchi e occhiaie blu. Compare solo nel gioco.

## Altre squadre

### Inazuma Legend Japan
Nome originale - Inazuma Legend (イナズマレジェンドジャパン?, Inazuma Rejendo Japan)
Squadra che appare nei giochi Inazuma Eleven GO: Chrono Stones e Inazuma Eleven GO Strikers 2013 e nel film Gekijōban Inazuma Eleven GO vs Danball senki W. In quest'ultimo affronta la Shinsei Inazuma Japan e viene catturata da Aster, il capitano dei Despairadoes. I suoi membri sono i seguenti ex giocatori dell'originale Inazuma Japan:
Mark Evans, portiere e capitano, numero 1
Nathan Swift, difensore, numero 2
Jack Wallside, difensore, numero 3
Hurley Kane, difensore numero 4
Caleb Stonewall, centrocampista, numero 8
Shawn Froste, attaccante, numero 9
Axel Blaze, attaccante, numero 10
Jude Sharp, centrocampista, numero 14
David Samford, difensore, numero 16
Kevin Dragonfly, centrocampista, numero 17
Xavier Schiller, attaccante, numero 18

### Despairadoes
Nome originale - Destructchers (デストラクチャーズ?, Desutorakuchāzu)
Una squadra che compare nei giochi Inazuma Eleven GO: Chrono Stones e Inazuma Eleven GO Strikers 2013 e nel film Gekijōban Inazuma Eleven GO vs Danball senki W. In quest'ultimo affronta la New Inazuma Japan venendo alla fine sconfitta per 3-2. Tutti i membri della squadra, tranne Aster e Flora, sono Doppioni creati da Aster, chiamati "High Dupli" (ハイデュプリ?, Hai Dyupuri) nella versione giapponese. La maggior parte dei nomi, sia giapponesi sia europei dei giocatori sono riferimenti a fiori.
Lotus (ロータス?, Rōtasu), portiere, numero 1

Doppiato da Shūhei Sakaguchi

Ha i capelli e la barba marrone-biondo, un segno grigio sulla faccia, gli occhi gialli e le occhiaie. È di corporatura grossa. nella versione europea stranamente non è stato tradotto. Usa le tecniche:
- Buco Bianco (Shining Hole, シャイニングホール?, Shainingu hōru):

Lotus crea un buco lucente che blocca la palla e in seguito si chiude facendola scomparire.
- Nuvole Rosse (Destiny Cloud, ディスティニークラウド?, Disutinī kuraudo):

Lotus crea dalla mano destra un tornado rosso-nero che blocca la palla e la fa finire nella stessa mano.
Magnol, nome originale Mokuren (モクレンMokuren?), difensore, numero 2

Doppiato da Yūichi Nakamura

Ha i capelli marrone chiaro, gli occhi neri e le occhiaie. È basso e di corporatura grossa.
Tulip, nome originale Chiuri (チューリChiuri?), difensore, numero 3

Doppiata da Megumi Tano

Ragazza con i capelli marrone chiaro che puntano verso l'alto, gli occhi arancioni e le occhiaie.
Argyr, nome originale Māgaru (マーガル?), difensore, numero 4

Doppiato da Hirofumi Nojima

Ha i capelli marrone chiaro che puntano verso l'alto, la pelle scura e gli occhi marrone chiaro.
Laven (ラベン?, Raben), centrocampista, numero 5

Doppiato da Kensuke Satō

Ha i capelli marrone chiaro che tendono a essere quasi gialli e che coprono dei capelli grigi, gli occhi neri e la barba grigia.anche lui non presenta un nome europeo.
Viol, nome originale Viola (ビオラ?, Biora), centrocampista, numero 6

Doppiato da Ryō Iwasaki

Ha i capelli marrone chiaro, la pelle scura e gli occhi marroni. È di corporatura muscolosa.
Dandy, nome originale Dande (ダンデ?), centrocampista, numero 7

Doppiato da Yasuyuki Kase

Ha i capelli marrone chiaro e gli occhi gialli ed è di corporatura muscolosa.
Chamomile, nome originale Kamomi (カモミ?), centrocampista, numero 8

Doppiata da Mina

Ragazza con lunghi capelli marrone chiaro che gli coprono un occhio, tenuti in una coda, e occhi arancioni. È di statura alta.
Orchid, nome originale Okiddo (オキッド?), centrocampista, numero 9

Doppiato da Takahiro Mizushima

Ha i capelli marrone chiaro e gli occhi gialli.
Aster, nome originale Asta (アスタ?, Asuta), attaccante e capitano, numero 10

Doppiato da Ryōhei Kimura

Uno dei tre principali antagonisti del film, con la sorella Flora e il fratello Sterne. Ha i capelli bianchi con una fascia azzurra che li attraversa e gli occhi arancioni. Usa:
- Spirito Guerriero: Ashtaroth, principe reale del caos (混沌の王アスタロト?, Konton no Ō Asutarotto, lett. "Re della Confusione Astarot"):

Uno Spirito Guerriero simile a Zodiaco, Principe del Piano Astrale di Zanark Avalonic. Aster lo usa solo nel gioco.
- Prigione Purpurea (Red Prison, レッドプリズン?, Reddo purizun):

Tecnica con Spirito Guerriero usata solo nel gioco: Ashtaroth rinchiude la palla in una gabbia rossa; dopodiché, dà energia alla palla, che si carica di elettricità, e Aster tira con le suole dei piedi, spedendo in porta la palla racchiusa nella gabbia.
- Portale Ultradimensionale (Dimension Storm, ディメンションストーム?, Dimenshon sutōmu):

Aster lancia la palla in aria, poi salta e la colpisce generando intorno un'aura viola a forma di stella ninja con due strati di energia: uno rosso e uno nero. A questo punto Aster tira la palla colpendola con le suole dei piedi, ed essa si dirige in porta avvolta da un tornado viola.
- Asteroccia (Asterisk Rock, アスタリスクロック?, Asutarisuku rokku):

Aster evoca dal terreno degli speroni di roccia e colpisce il terreno lanciando l'avversario in aria e colpendolo con gli speroni, che formano un asterisco, e rubandogli la palla. Può essere usata anche per fermare i tiri.
Gentian, nome originale Genius (ジニアス?), attaccante, numero 11

Doppiato da Yuka Nishigaki

Ha i capelli biondi, la pelle scura e gli occhi marroni. Usa la tecnica:
- Esplosione di Petali (Floral Despair, フローラルデスペア?, Furōraru desupea):

Gentian evoca un rosa nera e, dopo che la palla ha accumulato energia rosso-nera, la tira in porta con una rovesciata, e la palla lascia una scia di petali.
Flora, nome originale Fran (フラン?, Furan), attaccante, numero 12, capitano in Inazuma Eleven GO Strikers 2013 

Doppiata da Yōko Hikasa

Uno dei tre principali antagonisti del film, con i fratelli Aster e Sterne. Fa parte della squadra solo nel gioco e non nel film. È una ragazza dai capelli azzurri e dagli occhi blu, con una personalità gentile. è in grado di eseguire il Miximax trans con una rosa nera, i suoi capelli diventano neri e più lunghi, e gli occhi neri-viola. Usa:
- Spirito Guerriero: Eris, Strega del Caos (混沌の魔女カオス?, Konton no majo Kaosu, lett. "Strega della Confusione Chaos"):

Uno Spirito Guerriero che ha un corpo formato da una stella a tre punte. Flora sviluppa con essa l'Armatura.
- Spine Maligne (ミスティックゾーン?, Misutikku zōn):

Tecnica con Spirito Guerriero: Konton no Majo Chaos fa sorgere dal terreno intorno all'avversario delle liane nere con le spine, che lo avvolgono e poi spariscono facendolo balzare via.
- Floral Despair (フローラルデスペア?, Furōraru desupea):

Flora evoca un rosa nera e, dopo che la palla ha accumulato energia rosso-nera, la tira in porta con una rovesciata, e la palla lascia una scia di petali.
- Mixi Max:

Flora fonde la sua aura con quella della Rosa Nera (くろいばら?, Kuroi Bara), che è appunto una rosa nera. I suoi capelli diventano più lunghi e viola, gli occhi viola scuro e la personalità aggressiva.
- Chaos Meteor (カオスメテオ?, Kaosu meteo):

Usata con l'aura della Rosa Nera. Flora avvolge il pallone di energia rosso-nera, creando un grande sfera e tirandola in porta. Usa questa tecnica anche nel film per attaccare Arion.

## Altre squadre giocabili

### Cavalieri della Tavola Rotonda
Nome originale - Entaku no Kishi (円卓のきし?)
È la squadra formata da Re Artù, che ne è l'allenatore, con i membri della Raimon giunti nella sua epoca, ad eccezione di Arion e Fey che si sono distaccati durante il viaggio nel tempo, e quando arrivano trovano la squadra già formata. Giocano una partita contro gli Arions, che finisce 1-1; poi anche Arion e Fey entrano nella squadra, che gioca contro la Squadra Perfetta vincendo per 4-3. Anche il nome originale significa "Cavalieri della Tavola Rotonda".
Jean-Pierre "J.P." Lapin, portiere, numero 20
Gabriel "Gabi" Garcia, difensore, numero 3
Aitor Cazador, difensore, numero 15
Sor, difensore, numero 21
Goldie Lemmon, difensore, numero 78
Arion Sherwind, nome originale Tenma Matsukaze (松風 天馬?, Matsukaze Tenma), numero 8 (solo contro la Squadra Perfetta)
Riccardo Di Rigo, centrocampista e primo capitano, numero 9
Fey Rune (フェイ・ルーン?, Fei Rūn), centrocampista, numero 11 (solo contro la Squadra Perfetta)
Ryoma Nishiki, centrocampista, numero 14
Sol Daystar, centrocampista, numero 18 (solo nella versione Fiamma e nell'anime)
Victor Blade, attaccante, numero 10
Lucian Dark, attaccante, numero 16
Michael Ballzack, attaccante, numero 17
Bailong (白竜?), attaccante, numero 19 (solo nella versione Tuono)

### El Dorado Team 1
Nome originale - El Dorado Team 01 (エルドラドチーム01?, Erudorado Chīmu 01)
Una delle tre squadre formate dopo l'alleanza tra El Dorado e Raimon per sconfiggere il New Gen. È la prima squadra giocabile da usare nello Stadio Ragnarok, dove affronta il Team Zan e alla fine perde per 13-3 nel gioco e per 5-1 nell'anime. È allenata da Jude Sharp e la manager è Jade Greene. La maglia è la seconda divisa della Raimon, ovvero la maglietta blu con righe gialle sulle maniche, pantaloncini gialli e calzettoni bianchi.
Samguk Han, portiere, numero 1
Subaru Honda, difensore, numero 2
Kilo, difensore, numero 3
Golf, difensore, numero 4
Goldie Lemmon, difensore, numero 78
Sierra, centrocampista, numero 8
Shunsuke Aoyama centrocampista, numero 12
Hugues Baudet centrocampista, numero 13
Ryoma Nishiki, centrocampista, numero 14
Victor Blade, attaccante e capitano, numero 10
Fei Rune, attaccante, numero 11

### El Dorado Team 2
Nome originale - El Dorado Team 02 (エルドラドチーム02?, Erudorado Chīmu 02)
Una delle tre squadre formate dopo l'alleanza tra El Dorado e Raimon per sconfiggere il New Gen. È la seconda squadra giocabile da usare nello Stadio Ragnarok, dove affronta e sconfigge la Team Gir per 4-3. È allenata da Schemer Guile, e la manager è Rosie Redd. La divisa della squadra è la stessa delle tre Protocollo Omega.
Tattiche Micidiali:
- Virtuoso (Kami no Takuto, 神のタクト? lett. "Bacchetta di Dio"):

Riccardo, proprio come un direttore d'orchestra, dirige la squadra muovendo le mani, da cui partono dei raggi di luce che "comunicano" ai vari giocatori cosa fare. È usata anche dalla Raimon e in Inazuma Eleven GO Galaxy sarà la tattica dell'Inazuma Japan.
- Virtuoso Vulcanico (Kami no Takuto Fire Illusion, 神のタクトFI（ファイアイリュージョン)?, Kami no takuto faia iryūjon, lett. "Bacchetta di Dio Fire Illusion"):

Versione potenziata del Virtuoso, con la differenza che dalle mani di Riccardo partono dei raggi di fuoco. È usata anche nella New Inazuma Japan nel gioco Inazuma Eleven GO: Chrono Stones e nel film Gekijōban Inazuma Eleven GO vs Danball senki W, e in Inazuma Eleven GO Galaxy sarà la tattica dell'Inazuma Japan e della Earth Eleven.
Romeo, portiere, numero 1
Wanli "Wan-Chang" ChangCheng, difensore, numero 3
Papa, nome originale Galling, difensore, numero 4
Aitor Cazador, difensore, numero 15
November, centrocampista, numero 7
Beta, centrocampista, numero 8
Riccardo Di Rigo, centrocampista e capitano, numero 9
Mike, centrocampista, numero 11
Alpha, attaccante, numero 6
Gamma, attaccante, numero 10
Michael Ballzack, attaccante, numero 17
Zanark Avalonic, attaccante, numero 99
Automark, nome originale Mecha Endō (メカ円堂?, Meka Endō) portiere, numero 12 nel gioco e 1 nell'anime

Doppiato in giapponese da Junko Takeuchi e in italiano da Renato Novara

Un robot (mecha) costruito da Shemer Guile e somigliante a Mark; si può notare che le mani ed il viso sono grigi, perché di metallo, gli occhi sono completamente neri e il viso composto di tre lamiere. Ha un interruttore on/off sulla fascia e, solo nell'anime, dalla schiena gli esce una presa elettrica. Nella partita sostituisce Romeo, infortunatosi dopo il tiro di Mehr e Ghiris. Nonostante sia molto abile, viene distrutto dalla potenza del tiro dei due Spiriti Guerrieri di Ghiris e Mehr. Usa:
- Spirito Guerriero: Cartoncino, il Primo della Classe (Eichi no Ō Bunguō, 英知の王ブングオー? lett. "Re dell'Intelligenza Bunguō"):

Uno Spirito Guerriero bizzarro fatto con vari strumenti. Automark, nel gioco, sviluppa con esso l'Armatura.
- Pastelli Superpotenti (Hisshō! Gamusharan, 必勝！我夢射乱?):

Tecnica con Spirito Guerriero: Cartoncino, il Primo della Classe inquadra la palla e spara dal cannone sul braccio sinistro delle matite che bloccano la palla. Viene usata anche nell'anime per bloccare il tiro degli Spiriti Guerrieri di Ghiris e Mehr, sebbene Automark non ne dica il nome. La parola hisshō (必勝?) significa "vittoria certa", mentre la parola gamusharan non è formata, almeno per la pronuncia, da parole che abbiano un significato, ma gli ideogrammi con cui è scritta, che da soli si pronunciano in modo diverso, significano rispettivamente "io" (我?, ga), "sogno" (夢?, mu), "tiro" (射?, sha) e "rivolta" (乱?, ran): il nome della tecnica potrebbe quindi essere tradotto come "Vittoria! Rivolta del tiro del mio sogno".
- Mano dei Pinguini (Penguin the Hand, ペンギン･ザ･ハンド?, Pengin za hando):

Automark fischia e chiama cinque pinguini rossi che si aggrappano mordendo la mano destra e gli conferiscono energia; con essa blocca la palla. La tecnica viene usata per la prima volta nell'episodio 43 contro il Team Gir.

### El Dorado Team 3
Nome originale - El Dorado Team 03 (エルドラドチーム03?, Erudorado Chīmu 03)
Una delle tre squadre formate dopo l'alleanza tra El Dorado e Raimon per sconfiggere il New Gen. È la terza squadra giocabile da usare nello Stadio Ragnarok, dove affronta la Team Gar pareggiando per 2-2. È allenata da Axel Blaze e la manager è Skie Blue. La divisa è quella della prima squadra della Raimon.
Jean-Pierre "J.P." Lapin, portiere, numero 20
Oscar, difensore, numero 2
Gabriel "Gabi" Garcia, difensore, numero 3
Sor, difensore, numero 21
Adé Kébé, centrocampista, numero 6
Eugene Peabody, centrocampista, numero 7
Arion Sherwind, centrocampista e capitano, numero 8
Juliet, nome originale Reiza (レイザ?), centrocampista, numero 9
Ar Ecks, centrocampista, numero 10
Lucian Dark, attaccante, numero 16
Sol Daystar, attaccante, numero 18 (solo nella versione Fiamma e nell'anime)
Bailong, attaccante, numero 19 (solo nella versione Tuono)
Zanark Avalonic, attaccante, numero 99

### Chrono Storm
Nome originale - Chrono Storm (クロノ·ストーム?, Kurono Sutōmu)
La squadra che una volta formata diventa la squadra giocabile per tutto il gioco, allenata da Mark Evans, tornato normale dalla sua forma di Chrono Stone. È la Squadra Invincibile (Jikū Saikyō Eleven, 時空最強イレブン?, Jikū Saikyō Irebun, lett. "Gli Undici Più Forti dello Spazio-tempo") descritta nel libro Insegnamenti del maestro (覇者の聖典?, Hasha no seiten, lett. "Scritture del campione") di David Evans. Ogni giocatore della squadra ha uno Spirito Guerriero con la modalità Armatura ed un Mixi Max. Nello Stadio Ragnarok sconfigge la Lagoon per 5-4.
Tattica Micidiale: Connessione Fulminea (Grand Luster, グランドラスター?, Gurando rasutā):

Tattica usata per la prima volta nell'episodio 49 durante la partita contro la Lagoon. I giocatori si passano la palla formando un fulmine che inizia e finisce con Arion.
Jean-Pierre "J.P." Lapin, portiere, numero 20
Gabriel "Gabi" Garcia, difensore, numero 3
Sor, nome originale Torb (トーブ?, Tōbu), difensore, numero 21
Goldie Lemmon, difensore, numero 78
Arion Sherwind, centrocampista e capitano, numero 8
Riccardo Di Rigo, centrocampista, numero 9
Ryoma Nishiki,  centrocampista, numero 14
Sol Daystar, centrocampista, numero 18 (solo nella versione Fiamma e nell'anime)
Bailong (白竜?), centrocampista, numero 19 (solo nella versione Tuono)
Victor Blade, nome originale Kyōsuke Tsurugi (剣城 京介?, Tsurugi Kyōsuke), attaccante, numero 10
Fei Rune, attaccante nel gioco e centrocampista nell'anime, numero 11
Zanark Avalonic, attaccante, numero 99

### New Inazuma Japan
Nome originale - Shinsei Inazuma Japan (新生イナズマジャパン? lett. "Inazuma Japan della rinascita")
La nuova nazionale giapponese. Appare nel gioco Inazuma Eleven GO: Chrono Stones e nel film Gekijōban Inazuma Eleven GO vs Danball senki W. In quest'ultimo affronta la precedente nazionale giapponese e in seguito i Distruttori. Il nome giapponese significa "Inazuma Japan della rinascita". Nell'anime Inazuma Eleven GO Galaxy è presente una squadra con il nome originale Inazuma Japan, con giocatori diversi: gli unici in comune sono Arion, Riccardo e Victor.
Tattica micidiale: Virtuoso Vulcanico (Kami no Takuto Fire Illusion, 神のタクトFI（ファイアイリュージョン）?, Kami no takuto faia iryūjon, lett. "Bacchetta di Dio Fire Illusion"):

Versione potenziata del Virtuoso (Kami no Takuto), con la differenza che dalle mani di Riccardo partono dei raggi di fuoco. È usata anche nell'El Dorado Team 2, mentre in Inazuma Eleven GO Galaxy sarà la tattica dell'Inazuma Japan e della Earth Eleven.
Jean-Pierre "J.P." Lapin, nome originale Shinsuke Nishizono (西園 信助?, Nishizono Shinsuke), portiere, numero 20
Gabriel "Gabi" Garcia, nome originale Ranmaru Kirino (霧野 蘭丸?, Kirino Ranmaru), difensore, numero 3
Njord Snio, nome originale Hyōga Yukimura (雪村 豹牙?, Yukimura Hyōga), centrocampista, numero 6
Bailong (白竜?), attaccante, numero 7
Arion Sherwind, centrocampista e capitano, numero 8
Riccardo Di Rigo, centrocampista, numero 9
Victor Blade, attaccante, numero 10
Fei Rune (フェイ・ルーン?, Fei Rūn), centrocampista, numero 11
Ryoma Nishiki, centrocampista, numero 14
Aitor Cazador, difensore, numero 15
Sol Daystar, attaccante, numero 18
Goldie Lemmon, difensore, numero 78

## El Dorado
Nome originale - El Dorado (エルドラド?, Erudorado)
L'El Dorado è un'organizzazione che si trova duecento anni nel futuro. Inizialmente l'El Dorado sembra l'antagonista principale della serie, poiché vuole eliminare il calcio, ma in seguito si scopre che essi vogliono eliminare il calcio per salvare il mondo dai Ragazzi Ultraevoluti, ragazzi con poteri soprannaturali ottenuti per lo sviluppo elevato del calcio che usano come un'arma. Della El Dorado fanno parte diverse squadre fra cui le tre Protocollo Omega, la Divisione A5 (non ufficiale), la Zanark Domain (non ufficiale), la Squadra Perfetta e i tre El Dorado Team.
William Toddsforth, nome originale Heikichi Toudou (トウドウ・ヘイキチ?, Toudou Heikichi), presidente

Doppiato in giapponese da Masaki Aizawa e in italiano da Maurizio Trombini

Il presidente della El Dorado. È l'allenatore della Protocollo Omega e della Protocollo Omega 2.0.
Schemer Guile, nome originale Togurou Sakamaki (サカマキ・トグロウ?, Sakamaki Togurou), allenatore della Squadra Perfetta

Doppiato in giapponese da Kōji Ishii e in italiano da Oliviero Corbetta

Altra figura importante nella El Dorado. È l'allenatore della Squadra Perfetta ed è colui che si allea con la Raimon per sconfiggere il New Gen, diventando l'allenatore dell'El Dorado Team 2. Ha creato i robot che compongono la Squadra Perfetta, nonché il robot Automark per farlo giocare nell'El Dorado Team 2.
Aslei Rune (アスレイ・ルーン?, Asurei Rūn), ex membro

## Altri
Clark von Wunderbar, nome originale Clark Wonderbot (クラーク・ワンダバット?, Kurāku Wandabatto)

Doppiato in giapponese da Hiroyuki Yoshino e in italiano da Pietro Ubaldi

Un orso androide di colore azzurro. Si tratta dell'allenatore degli Arions e della Raimon (in quest'ultima viene continuamente sostituito) nonché di colui che guida la Macchina del Tempo Inazuma (Inazuma TM Caravan, イナズマTMキャラバン?, Inazuma Tī Emu Kyaraban), che è una versione migliorata dell'Autobus Inazuma con la differenza che può volare e viaggiare nel tempo. È equipaggiato con le Pistole Mixi Max (Mixi Max Gun, ミキシマックスガン?, Mikishi Makkusu Gan): un congegno che immagazzina l'aura di una persona o creatura per fonderla con un'altra. Quando è calmo è di colore blu, quando è eccitato è di colore rosa.
Prof. Crossword Criptix, nome originale Dr. Crossword Arno (クロスワード・アルノ博士?, Kurosuwādo Aruno hakase)

Doppiato da Naomi Kusumi e in italiano da Giovanni Battezzato

Grande autorità sullo studio del tempo. Infatti, spiega alla Raimon come alterare un evento del passato può creare un altro continuum spazio temporale.
Gammon Checker, nome originale Yōsuke Yashima (矢嶋 陽介?, Yajima Yōsuke), cronista sportivo

Doppiato da Kensuke Satō e in italiano da Luca Ghignone

È il commentatore di tutte le partite della serie, tranne la prima partita tra la Raimon e la Protocollo Omega 2.0. Ha i capelli marroni coperti da un cappello rosso e la barba dello stesso colore e gli occhi neri. È in realtà il proprietario di un ristorante che si trova a Okinawa, ma viene solitamente rapito mentre sta cucinando e ipnotizzato dal Dispositivo Sferico per fargli commentare una partita.
Marina Checker, nome originale Narumi Yashima (矢嶋 成海?, Yashima Narumi)

Doppiata da Hinako Sasaki

È la moglie di Gammon. Ha i capelli marroni tenuti da una fascia azzurra e gli occhi neri. È una persona gentile ma ogni volta che suo marito sparisce nel nulla si arrabbia.
Chester Horse Sr., nome originale Ōshō Kakuma (角馬 王将?, Kakuma Ōshō), cronista sportivo

Doppiato in giapponese da Tetsu Inada e in italiano da Mario Scarabelli

Cronista comparso fin dalla prima serie, in Inazuma Eleven GO: Chrono Stones compare solo quando commenta la partita fra Stati Uniti e Giappone in cui la Protocollo Omega 2.0 si è sostituita al Giappone, anche dopo che la Raimon si è sostituita agli Stati Uniti.
Stewart Vanguard, nome originale Sōsuke Zaizen (財前 宗助?, Zaizen Sōsuke)

Doppiato da Yūichi Nakamura

È il primo ministro del Giappone, che in questa serie compare solo nel gioco e nell'episodio 4. Appare deluso perché ha dovuto vietare il calcio.
Axel Blaze, nome originale Shūya Gōenji (豪炎寺 修也?, Gōenji Shūya)

Doppiato da Hirofumi Nojima e in italiano da Federico Zanandrea

Ex giocatore dell'Inazuma Japan e capo del Quinto Settore (Fifth Sector), aiuta i giocatori della Raimon portandoli nel luogo di addestramento del Quinto Settore, lo Stadio del Giardino Imperiale (God Eden, ゴッドエデン?, Goddo Eden). In seguito allena l'El Dorado Team 3 e gioca nell'Inazuma Legend Japan. Ha un Braccialetto Temporale. Ha salvato Arion da piccolo, quando rischiava di essere schiacciato da una trave tentando di salvare un cane intrappolato.
Tezcat, nome originale Shuu (シュウ?)

Doppiato in giapponese da Miyuki Sawashiro e in italiano da Massimo Falanga

Ex giocatore dell'Ombra Ancestrale, aiuta i giocatori della Raimon insegnando loro come usare l'Armatura dei loro Spiriti Guerrieri.
David Evans, nome originale Daisuke Endō (円堂 大介?, Endō Daisuke)

Doppiato da Yuzuro Fujimoto e in italiano da Maurizio Scattorin

Il nonno di Mark Evans (Mamoru Endō). Ha scritto un quaderno, chiamato Insegnamenti del maestro (覇者の聖典?, Hasha no seiten, lett. "Scritture del campione"), sulla storia della Squadra Invincibile (Jikū Saikyō Eleven, 時空最強イレブン?, Jikū Saikyō Irebun, lett. "Gli Undici Più Forti dello Spazio-tempo"). I giocatori della Raimon lo trovano andando duecento anni nel futuro su consiglio di Clark von Wunderbar, ma non riescono a decifrarlo, così vanno indietro nel tempo con Jude Sharp per incontrare David. Egli fa da allenatore della Raimon nel secondo tempo della partita contro la Protocollo Omega 2.0. Al termine viene trasformato da Beta in una Chrono Stone. Sotto forma di Chrono Stone può però ancora parlare e lo farà più volte. La prima volta, subito dopo essersi trasformato, spiega ai giocatori che cosa è scritto nel quaderno e parla della Squadra Invincibile: la Raimon tenterà di realizzare i giocatori della squadra perfetta unendo i suoi membri alle auree dei personaggi storici con le Pistole Mixi Max. Nell'episodio 50, al termine della sfida tra Chrono Storm e Lagoon, David ritorna normale per poi tornare al suo tempo originario dissolvendosi in un'aura di luce gialla.
Jude Sharp, nome originale Yūto Kidō (鬼道 有人?, Kidō Yūto)

Doppiato da Hiroyuki Yoshino e in italiano da Luigi Rosa

Ex giocatore dell'Inazuma Japan, in questa serie compare per accompagnare i giocatori della Raimon nel passato ad incontrare David Evans. In seguito allena l'El Dorado Team 1 e gioca nell'Inazuma Legend Japan.
Katsu, nome originale Okatsu (お勝?)

Doppiata da Ayahi Takagaki e in italiano da Sabrina Bonfitto

Ragazza dell'era Sengoku che fa amicizia con Riccardo. È la sorella di Tasuke. È molto innamorata di Riccardo e le si spezza il cuore quando il ragazzo deve ritornare al presente; anch'egli sembrerebbe ricambiare tale sentimento, dato che durante il viaggio di ritorno al presente gli cadono alcune lacrime.
Aslei Rune (アスレイ・ルーン?, Asurei Rūn)

Doppiato in giapponese da Hiroshi Yanaka e in italiano da Marco Balzarotti

Il padre di Fey. Ha i capelli verde acqua e gli occhi azzurri. Un tempo faceva parte della El Dorado, ma in seguito alla nascita di Fey, per paura di quello che gli sarebbe successo se la El Dorado lo avesse saputo, lo abbandonò lasciandogli un peluche a forma di coniglio. Preoccupato per Fey, in seguito per tenerlo d'occhio si unì al New Gen con il nome in codice di Benefattore X (支援者X?, Shiensha Ekkusu). Compare travestito da Benefattore X nell'episodio 25 in cui dice a Zanark che la sua forza inizia a svegliarsi. Ricompare nell'episodio 29 in cui guarda la partita tra la Raimon e la Zanark Domain e alla fine prende la Chrono Stone che tiene imprigionato Mark. Il suo aspetto come Benefattore X è con la faccia coperta da un cappuccio, lasciando scoperta solo una lunga barba bianca finta. Rivela la sua vera identità a Fey nell'episodio 46, subito dopo la partita tra El Dorado Team 3 e Team Gar, seguito poi dalla rivelazione di Goldie di essere sua moglie e madre di Fey.
Sterne, nome originale San (サン?)

Doppiato da Megumi Han

Uno dei tre principali antagonisti del film Gekijōban Inazuma Eleven GO vs Danball senki W, con il fratello Aster e la sorella Flora. Ha i capelli marrone-grigio e gli occhi neri. A differenza di Aster e Flora, non gioca nei Distruttori, ma nel gioco può essere reclutato e gioca come attaccante. Nel film il suo obiettivo è cancellare gli LBX.
Goldus Janque, nome originale Junk Goldas (ジャンク・ゴルダス?, Janku Gorudasu), portiere

Compare solo nel gioco. Grosso di statura, ha lunghi capelli biondo scuro di cui una parte è chiara a forma di X, gli occhi con la sclera nera, la pelle scura e un ghigno. Dopo la sconfitta dei Figli della notte, viene radunato da Avo insieme a Wolfram Vulpeen, Desmodus Drakul e altri quattro personaggi. È uno dei tanti personaggi da reclutare, e inoltre è un portiere ed il capitano di una delle tante squadre sfidabili che appaiono nel gioco, Gli Orsi Dorati, nome originale Gold Bear (ゴルド・ベア?, Gorudo Bea),una squadra fortissima allenata da Avo.
Redd Hazzard, nome originale Hazard Red (ハザード・レード?, Hazādo Rēdo), attaccante

Compare solo nel gioco. Ha i capelli rossi, gli occhi azzurri e delle pitture facciali rosse. Dopo la sconfitta dei Figli della notte, viene radunato da Avo insieme a Wolfram Vulpeen, Desmodus Drakul e altri quattro personaggi. È uno dei tanti personaggi da reclutare, e inoltre è un attaccante ed il capitano di una delle tante squadre sfidabili che appaiono nel gioco, I Fulvi Segugi, nome originale Crim Hound (クリム・ハウンド?, Curimu Haundo), una squadra fortissima allenata da Avo.
 Sting Xiang, nome originale Stin Xian (スティン・シーアン?, Sutin Shīan), centrocampista

Compare solo nel gioco. È una ragazza dai lunghi capelli blu tenuti in una fascia azzurra e con una maschera azzurra che le copre la bocca. Dopo la sconfitta della dei Figli della notte, viene radunata da Avo insieme a Wolfram Vulpeen, Desmodus Drakul e altri quattro personaggi. È uno dei tanti personaggi da reclutare, e inoltre è una centrocampista ed il capitano di una delle tante squadre sfidabili che appaiono nel gioco, le Ali Acquatiche, nome originale Aqua Hermit (アクア・ハーミット?, Akua Hāmitto), una squadra fortissima allenata da Avo.
Silvain Hache, nome originale Hasshu Sylvan (ハッシュ・シルヴァン?, Hasshu Shiruvan), attaccante

Compare solo nel gioco. Basso di statura, ha i capelli bianchi che gli coprono l'occhio destro. Dopo la sconfitta dei Figli della notte, viene radunato da Avo insieme a Wolfram Vulpeen, Desmodus Drakul e altri quattro personaggi. È uno dei tanti personaggi da reclutare, e inoltre è un attaccante ed il capitano di una delle tante squadre sfidabili che appaiono nel gioco, le Donnole D'inverno, nome originale Snow Weasel (スノウ・ウィーゼル?, Sunou Wīzeru), una squadra fortissima allenata da Avo.
Venom Braggard, nome originale Venom Bragg (ベノム・ブラグ?, Benomu Buragu), difensore

Compare solo nel gioco. Ha lunghi capelli neri, una strana maschera che gli copre gli occhi e la pelle scura. Dopo la sconfitta dei Figli della notte, viene radunato da Avo insieme a Wolfram Vulpeen, Desmodus Drakul e altri quattro personaggi. È uno dei tanti personaggi da reclutare, e inoltre è un difensore ed il capitano di una delle tante squadre sfidabili che appaiono nel gioco, le Spire Tenebrose, nome originale Night Viper (ナイト・ヴァイパー?, Naito Vaipā), una squadra fortissima allenata da Avo.
Van Yamano (山野 バン?, Yamano Ban), attaccante

Doppiato da Megumi Kubota

Protagonista del videogioco Danball senki, anch'esso della Level-5, e dell'anime da esso tratto (per il doppiaggio italiano intitolato Little Battlers eXperience), nonché del seguito Danball senki W e dell'omonimo anime da esso tratto. Compare solo nel gioco, in cui fa parte della squadra L5 Heroes insieme a Hiro Oozora. Solo nella versione Fiamma può essere reclutato. Usa la tecnica:
- Fulgore Maestoso (Glorious Ray, グロリアスレイ?, Guroriasu rei):

In origine è una modalità di attacco speciale usato dal suoi LBX (Ikaros Zero nel film mentre nell'anime Odin MK-2), ma nel videogioco di Inazuma Eleven GO: Chrono Stones viene usato come tecnica di tiro. Van lancia in alto Odin MK-2 quando il robot sta per caricare l'energia azzurra nella lancia, Van esegue diversi giri in alto fino al robot e a questo punto Van calcia la palla e il robot rilascia l'energia azzurra in tanti piccoli raggi. può essere evoluto in Grado X.
Hiro Hughes (大空 ヒロ?, Ōzora Hiro), attaccante

Doppiato da Hiro Shimono

Co-protagonista in Danball senki W, compare solo nel gioco, in cui fa parte della squadra L5 Heroes insieme a Van Yamano. Solo nella versione Tuono può essere reclutato. Usa la tecnica:
- Sferzata Primordiale (Big Bang Slash, ビッグバンスラッシュ?, Biggu bangu surasshu):

Come per Fulgore Maestoso (Glorious Ray) di Van anche la Sferzata Primordiale (Big Bang Slash) proviene nell'anime di Danball Senki W, ma nel videogioco di Inazuma Eleven GO: Chrono Stones viene usato come tecnica di tiro. Hiro lancia in alto Achilles D9, mentre il robot crea una colonna di energia azzurra, Hiro calcia il pallone e Achilles D9 rilascia l'energia verso la porta. In Inazuma Eleven GO Galaxy cambia il suo elemento in Albero a Montagna. Può essere evoluto al Livello S.

## Personaggi storici
Nei viaggi del tempo la Raimon incontra diversi personaggi storici, che nel gioco sono anche riuniti in una squadra affrontabile, la Real Legends (リアルレジェンズ?, Riaru Rejenzu).
Nobunaga Oda (織田 信長?, Oda Nobunaga)

Doppiato in giapponese da Isshin Chiba e in italiano da Gianluca Iacono

Signore feudale realmente esistito in Giappone nell'era Sengoku, soprannominato "il grande sciocco di Owari" (尾張の大うつけ?, Owari no ōutsuke). Clark von Wunderbar prova ad usare le Pistole Mixi Max su di lui ma fallisce per due volte e solo al terzo tentativo, durante la partita tra la Raimon e la Protocollo Omega 2.0, riesce a far trasformare Riccardo con l'aura di Nobunaga. Nel gioco può essere reclutato, gioca come attaccante e usa la tecnica:
- Impulso Effimero (Setsuna Boost, 刹那ブースト?, Setsuna būsuto, lett. "Spinta del Momento"):

Nobunaga calcia la palla in avanti recuperandola con uno scatto fulmineo e rilanciandola in avanti tre volte e, dopo un violento tiro, quest'ultima lascia una scia bianca e azzurra.
Nagahide Niwa (丹羽 長秀?, Niwa Nagahide)

Doppiato da Yūki Tai

Uno dei vassalli di Nobunaga. Ha i capelli e gli occhi viola.
Toshiie Maeda (前田 利家?, Maeda Toshiie)

Doppiato da Jun Konno

Un generale di Nobunaga. Ha i capelli marroni e gli occhi grigi. Nel gioco può essere reclutato e gioca come attaccante. Non fa parte della Real Legends.
Tokichiro Kinoshita (木下 藤吉郎?, Kinoshita Tōkichirō)

Doppiato da Kiyotaka Furushima e in italiano da Maurizio Merluzzo

Altro signore feudale del periodo Sengoku che fondò il Clan Toyotomi e riunificò il Giappone succedendo a Nobunaga. Sarà in seguito conosciuto come Hideyoshi Toyotomi (豊臣 秀吉?, Toyotomi Hideyoshi). Ha lunghi capelli marroni legati in una lunga coda di cavallo e gli occhi neri. Nell'anime è l'allenatore della Raimon durante l'era Sengoku. Nel gioco può essere scelto come allenatore o reclutato come difensore.
Yoshimoto Imagawa (今川 義元?, Imagawa Yoshimoto)

Doppiato da Kensuke Satō

Un daimyō che fu sconfitto da Nobunaga. Ha il viso truccato, i capelli viola e gli occhi neri. Assiste alla partita tra la Raimon e la Protocollo Omega 2.0 tifando per quest'ultima.
Giovanna d'Arco (Jeanne d'Arc, ジャンヌ・ダルク?, Jannu Daruku)

Doppiata in giapponese da Minako Kotobuki e in italiano da Deborah Morese

Era una fanciulla che guidò l'esercito di Francia contro gli Inglesi durante la Guerra dei cent'anni, soprannominata la "pulzella di Orléans". Nell'anime indossa un'armatura con due medaglie con nastrini blu-bianchi e rosso-bianchi, porta gli occhiali e ha lunghi capelli biondi. Ha una personalità gentile, cordiale e a tratti quasi ingenua; ha l'abitudine di offrire deliziose caramelle alle persone per fare amicizia con loro. Si fonderà con Gabriel grazie alle Pistole Mixi Max di Clark von Wunderbar. Nel gioco può essere reclutata, gioca come difensore e usa la tecnica:
- La Flamme (ラ・フラム?, Ra furamu):

Giovanna salta e rotea su se stessa generando dei vortici di fiamme che spazzano via l'avversario. Questa tecnica può essere usata anche per bloccare i tiri. Il nome significa "la fiamma" in francese ed è la prima tecnica ad avere un nome in una lingua diversa dal giapponese e dall'inglese; nella versione italiana dell'anime, in cui la tecnica è usata da Gabriel Garcia, è stato mantenuto il suo nome originale.
Carlo VII di Francia (Charles VII?, シャルル7世, Charuru nanasei)

Doppiato da Kōsuke Toriumi e in italiano da Francesco Mei

Re di Francia, all'inizio vuole sapere se Giovanna d'Arco è davvero capace di parlare con Dio e decide di travestirsi da soldato mentre va sul trono un uomo molto somigliante al re. Dopo aver giocato a calcio con la Raimon, considerando tale sport una cosa simile ad una battaglia, decide di dare l'esercito francese, capeggiato da Gilles de Rais e La Hire, a Giovanna d'Arco per far fronte alla minaccia inglese. Si offre come allenatore della Raimon mentre questi affrontano la Protocollo Omega 3.0. Nell'anime appare come un uomo pallido dai capelli lunghi bianchi e dal comportamento bizzarro e stravagante, molto sicuro di sé e profondamente convinto che le sue tattiche di gioco siano infallibili. Nel gioco può essere reclutato come difensore o scelto come allenatore. Non fa parte della Real Legends. Nella versione italiana, nonostante sia il re di Francia, viene chiamato "principe Carlo".
La Hire (ライール?, Ra Īru)

Doppiato da Hirofumi Nojima e in italiano da Davide Fumagalli

Uno dei condottieri di Carlo VII di Francia. La Hire è solo un soprannome che significa "l'ira", il suo vero nome è Étienne de Vignolles. Ha i capelli marroni e gli occhi gialli ed è pallido. Nel gioco può essere reclutato e gioca come attaccante.
Gilles de Rais (ジルドレ?, Jiru Do Re)

Doppiato da Ryō Iwasaki

Uno dei militari di Carlo VII di Francia. Ha i capelli e la barba neri, gli occhi arancioni e le occhiaie. Nel gioco può essere reclutato e gioca come centrocampista.
Liu Bei (劉備T, 刘备S, Liú BèiP), pronuncia giapponese Ryūbi, nome di cortesia Xuande (玄德T, 玄德S, XuándéP), in giapponese scritto 玄徳, pronuncia giapponese Gentoku, chiamato in giapponese Ryū Gentoku (劉玄徳?)

Doppiato in giapponese da Hiroaki Hirata e in italiano da Giorgio Bonino

Fu un generale cinese durante il periodo dei Tre Regni e considerava come fratelli Guan Yu e Zhang Fei. Durante la sfida contro tre membri della Zanark Domain uniti a Guan Yu e Zhang Fei, Liu Bei gioca nel ruolo di portiere nella Raimon, ma finirà con l'uscire dall'area di rigore. Nonostante questo, però, nella partita contro la Karakuri Heibayō, Liu Bei dimostra una grande abilità in porta, parando addirittura potenti tiri con l'ausilio delle sue sole mani. La sua aura verrà fusa con quella di Jean-Pierre. Nel gioco può essere scelto come allenatore oppure reclutato come portiere, e usa la tecnica:
- Inno dei Tre Regni (Taikoku Ōka, 大国謳歌? lett. "Elogio della Grande Nazione"):

Liu Bei, con un gesto della mano sinistra, crea un'ambientazione simile ai dipinti dell'antica Cina. Liu Bei salta da una montagna e, dietro di lui, appare una gigantesca mano di roccia. A questo punto, Liu Bei blocca la palla con la mano destra.
Guan Yu (關羽T, 关羽S, Guān YǔP), in giapponese scritto 関羽, pronuncia giapponese Kan'u

Doppiato in giapponese da Tetsu Inada e in italiano da Dario Oppido

Fu un generale cinese nel periodo dei Tre Regni. Zanark Avalonic effettua su di lui il controllo mentale per farlo giocare con la Zanark Domain come difensore in una partita cinque contro cinque insieme a Eka, Panca, Dasan e Zhang Fei. Nel gioco può essere reclutato e gioca come difensore.
Zhang Fei (張飛T, 张飞S, Zhāng FēiP), pronuncia giapponese Chōhi

Doppiato in giapponese da Tōru Nara e in italiano da Cesare Rasini

Generale cinese del periodo dei Tre Regni. Zanark Avalonic effettua anche su di lui il controllo mentale per farlo giocare con la Zanark Domain come attaccante in una partita cinque contro cinque insieme a Eka, Panca, Dasan e Guan Yu. Nel gioco può essere reclutato e gioca come attaccante.
Zhuge Liang (諸葛亮T, 诸葛亮S, Zhūgě LiàngP), pronuncia giapponese Shokatsu Ryō, nome di cortesia Kongming (孔明T, 孔明S, KǒngmíngP), pronuncia giapponese Kōmei, chiamato in giapponese Shokatsu Kōmei (諸葛孔明?)

Doppiata da Yōko Sōmi e in italiano da Elda Olivieri

Fu un generale alleato di Liu Bei. La cosa sorprendente è che, nell'anime, è una donna, mentre nella realtà, era un uomo. La sua aura verrà fusa con quella di Sol Daystar (nella versione Fiamma e nell'anime) oppure con quella di Bailong (nella versione Tuono). Nel gioco può essere reclutata e gioca come centrocampista. Usa:
- Spirito Guerriero: Sōten no Hasha Gyokuryū (蒼天の覇者玉竜? lett. "Capo Supremo dell'Azzurro Gyokuryū"):

Uno Spirito Guerriero che assomiglia ad un drago alato. Nel gioco lo può usare anche Sol Daystar nella versione Fiamma o Bailong nella versione Tuono, dopo aver fuso la propria aura con quella di Zhuge Liang con le Pistole Mixi Max, mentre nell'anime lo si vede solo usato da Zhuge Liang e non viene detto il suo nome.
- Cielo e Terra (Tenchi Raimei, 天地雷鳴? lett. "Fulmine di Cielo e Terra"):

Usata solo nel gioco. Zhuge Liang crea una torre di pietre, quindi salta all'interno di una nube temporalesca per poi avvitarsi coperto dalle nubi, e calcia il pallone caricandolo di fulmini e spedendolo in porta, avvolto dalle nubi, con grande forza e velocità.
Cáo Cāo (cinese tradizionale e semplificato: 曹操), pronuncia giapponese Sōsō

Fu l'ultimo primo ministro della Dinastia Han in Cina. La sua aura viene usata da Zanark con il suo Mix Max, e grazie a ciò Zanark può usare il suo Spirito Guerriero. Non lo si vede mai parlare e quindi non ha un doppiatore. Nel gioco può essere reclutato, gioca come difensore e usa:
- Spirito Guerriero: Guerriero del Nord, Xuan-Wu (Gōriki no Genbu, 剛力の玄武? lett. "Genbu della Forza Erculea")

Cáo Cāo evoca un enorme guerriero muscoloso sulla cui schiena spuntano dei serpenti minacciosi. Questo Spirito Guerriero è un riferimento a uno dei cinque Si Ling: si tratta di Xuan-Wu (in pinyin "Xuánwǔ"), noto in Giappone come Genbu.
- Seiken Kikkō Nami (正拳亀甲波? lett. "Onda del Guscio di Tartaruga del Pugno Virtuoso"):

Tecnica con Spirito Guerriero: Guerriero del Nord, Xuan-Wu crea un guscio verde e Cáo Cāo e lo Spirito Guerriero gli danno un pugno spedendo il guscio sull'avversario e rubando la palla.
Ryoma Sakamoto (坂本 龍馬?, Sakamoto Ryōma)

Doppiato da Susumu Chiba e in italiano da Matteo Brusamonti

Uno dei leader del movimento per rovesciare lo shogunato Tokugawa in Giappone durante il periodo Bakumatsu (1853-1867) e fondatore della compagnia di commercio navale Kaientai. Nell'anime ha una corporatura grossa e si unisce alla Raimon nell'episodio 27, indossando la maglia numero 29. La sua aura verrà fusa con quella di Ryoma Nishiki. Nel gioco può essere reclutato, gioca come centrocampista e usa la tecnica:
- Corrente Nera (Kuroshio Ride, クロシオライド?, Kuroshio raido):

Ryoma genera un immenso drago d'acqua, che afferra la palla nella sua bocca e travolge l'avversario, dribblandolo. La Kuroshio è una corrente oceanica del Pacifico.
Shintarō Nakaoka (中岡 慎太郎?)

Doppiato da Yūki Tai e in italiano da Giorgio Bonino

Alleato di Sakamoto nel movimento per rovesciare lo shogunato Tokugawa. Ha i capelli verdi e gli occhi neri. Nell'anime è l'allenatore della Raimon durante il periodo Bakumatsu. Nel gioco può essere scelto come allenatore oppure reclutato come centrocampista. Non gioca nella Real Legends, ma è il suo allenatore.
Soji Okita (沖田 総司?, Okita Sōji)

Doppiato da Yūki Kaji

Fu uno dei capitani della Shinsengumi, la polizia speciale giapponese durante il periodo Bakumatsu. Nell'episodio 27 gioca nella Zanark Domain con la maglia numero 17, costretto da Zanark che gli dice di giocare nella sua squadra in cambio dell'energia che gli dà per farlo guarire. La sua aura verrà fusa con quella di Victor Blade. Nel gioco può essere reclutato, gioca come attaccante e usa la tecnica:
- Katana Crisantemo (Kiku Ichimonji, 菊一文字? lett. "Linea Diretta del Crisantemo"):

Dopo aver aspettato che la palla abbia rimbalzato, Soji scatta verso di essa per poi calciarla con un movimento rapido. A questo punto, la palla assume la forma di un crisantemo, da cui il nome della tecnica, per poi andare verso la porta con una scia bianca e arancione.
Isami Kondo (近藤 勇?, Kondō Isami)

Doppiato da Suguru Inoue e in italiano da Andrea Bolognini

Uno dei comandanti della Shinsengumi e quindi superiore di Okita. Ha i capelli e gli occhi neri. Nell'episodio 26 viene intrappolato da Zanark Avalonic nella Dimensione Compressa e il suo posto viene preso da quest'ultimo, ma dopo la sconfitta della Zanark Domain viene liberato. Nel gioco può essere reclutato e gioca come difensore. Non fa parte della Real Legends.
Yoshinobu Tokugawa (徳川 慶喜?)

Doppiato da Ryō Iwasaki e in italiano da Ivo De Palma

L'ultimo shōgun del Giappone, principale nemico di Ryoma. Non fa parte della Real Legends e non può essere reclutato.
Re Artù (アーサー王?, Āsā Ō)

Doppiato in giapponese da Mitsuaki Hoshino e in italiano da Claudio Moneta

Fu un leggendario sovrano del tardo quinto secolo che difese l'Inghilterra dagli attacchi dei Sassoni. Nell'anime compare come un uomo di mezza età, con i capelli biondo scuro e la barba nera, e dalla personalità forte e decisa. Compare per la prima volta nell'episodio 35 e la sua aura verrà fusa con quella di Arion. Nell'episodio 36 si offre come allenatore della Raimon dopo aver nominato Arion e i suoi amici Cavalieri della Tavola Rotonda e nell'episodio successivo lo si vede impugnare Excalibur e affrontare la Regina dei Draghi. Nel gioco può essere scelto come allenatore oppure reclutato come attaccante, e usa:
- Spada Reale (Ō no Tsurugi, 王の剣? lett. "Spada del Re"):

Re Artù materializza una spada d'oro e d'argento e l'alza in alto illuminandola di energia gialla, quindi scatta in avanti colpendo l'avversario con la spada e lo evita. La spada in questione è, ovviamente, la mitica Excalibur.
- Assalto della Squadra Invincibile (Saikyō Eleven Hadō, 最強イレブン波動?, Saikyō irebun hadō, lett. "Impeto degli Undici Più Forti"):

Re Artù ottiene energia da tutta la squadra e la incanala nel pallone, quindi lo tira creando una grande sfera lucente.

## Animali
Tiranno, nome originale Tyrano (ティラノ?, Tirano)

È un Tyrannosaurus rex di cui Clark von Wunderbar ha raccolto l'aura viaggiando nel passato, per fonderla con quella di Fey tramite le Pistole Mixi Max. Una volta che i protagonisti sono arrivati nel Giurassico, Wunderbar cade accidentalmente facendo risvegliare il dinosauro, anche se i giocatori della Raimon non si accorgono che si tratta di Tiranno, ed esso viene fatto scappare da Sor cavalcandone un altro. Durante la prima partita contro la Squadra Perfetta subisce il controllo mentale da parte dei giocatori di quest'ultima. L'ultimo Mixi Trans con Fey avviene all'inizio della seconda partita contro la Squadra Perfetta, quando Fey fuso con Tiranno è troppo debole e quindi si fonde con Big.
Boss, nome originale Rockstar (ロックスター?, Rokkusutā)

Un dinosauro femmina che compare quando la Raimon è nel Giurassico, di colore blu con la parte davanti e tutto il muso rosa, alcune zanne, gli occhi viola e due cicatrici vicino all'occhio sinistro. Subisce il controllo mentale da parte di RX con il Dispositivo Sferico e per questo attacca Sor e la Raimon. Una volta che sono riusciti a difendersi e a calmarla, li informa che è stata attaccata con un pallone da calcio. Sor si accorge che Boss sta per morire, ma prima di farlo riesce a salvare suo figlio Big dall'attacco di Spike.
Big (ビッグ?, Biggu)

Doppiato da Aoi Yūki

Un cucciolo di dinosauro di colore blu con la parte davanti rosa, compreso metà muso, e gli occhi blu e neri. È il figlio di Boss. Quando è triste per la morte della madre, Fey gli parla dei propri genitori che lo abbandonarono. Guarda poi la seconda partita tra Raimon e la Squadra Perfetta insieme alle manager, a Wunderbar e a Papà, e riesce a fermare Spike arrivato per attaccare Fey. Dopodiché, effettua per la prima volta il Mixi Trans con Fey. Quando la Raimon parte, Big piange e abbraccia Fey. Nella versione italiana è stato mantenuto il suo nome originale.
Spike, nome originale Death Horn (デスホーン?, Desu Hōn)

È un triceratopo che compare nel periodo Giurassico, di colore grigio con la pancia bianca e tre corna rosse con le punte nere. Attacca la Raimon e poi Big, ma è sconfitto da Boss prima di morire. Durante la seconda partita tra la Raimon e la Squadra Perfetta viene richiamato da Shemer Guile e attacca Fey sul campo da calcio, ma viene sconfitto da Big e scappa.
Papà (Tōchan, トーチャン?)

È un quetzalcoatlo che compare nel periodo Giurassico, di colore rosso con la parte davanti bianca, compreso metà muso, e la parte interna delle ali grigia. Sor afferma che è suo padre e che è nato da un suo uovo: per questo lo chiama "Papà", in giapponese "Tōchan". Anche se non può parlare, diventa l'"allenatore" della Raimon per le partite contro la Squadra Perfetta. Durante la seconda di queste partite effettua il Mixi Trans con Sor.
Regina dei Draghi, nome originale Master Dragon (マスタードラゴン?, Masutā Doragon)

Doppiata da Yūko Kobayashi e in italiano da Elda Olivieri

È una femmina di drago che vive nell'epoca di Re Artù, di colore bianco con una criniera dorata e gli occhi blu. Quando appare per la prima volta ha subito il controllo mentale da parte di RX ed è quindi diventata nera, criniera compresa, con gli occhi rossi. Quando è controllata, lancia una sfera di luce viola per catturare Skie Blue, ma Goldie Lemmon viene catturata al suo posto. La si vede poi guardare Goldie mentre dorme: Goldie le parla ma lei non ascolta. Re Artù organizza una spedizione per salvare Goldie e combatte contro la Regina dei Draghi, colpendola con la spada Excalibur e facendola cadere in acqua: tutti credono che sia morta. Riappare poi in una specie di sogno di Goldie e così avviene il Mixi Trans con lei, come avvenuto anche per Sol Daystar e Zhuge Liang; poi ritorna in acqua.